# 綾羅木
綾羅木（あやらぎ）は山口県下関市の地名。当地域の人口は2015年の国勢調査によると8643人。古代から定住が行われていた土地であり、弥生時代ごろに祭祀に使われたと思われる楽器である土笛は綾羅木で初めて発見された。また古代に限らず江戸時代には製糖の際に原料となるキビの栽培が日本でも比較的はやく行われた場所としても知られる。現在の住所表記における大字綾羅木（あやらぎ、〒751-0866）、綾羅木南町（あやらぎみなみまち、〒751-0848）、綾羅木本町（あやらぎほんまち、〒751-0849）、綾羅木新町（あやらぎしんまち、〒751-0865）に該当する。

## 地理

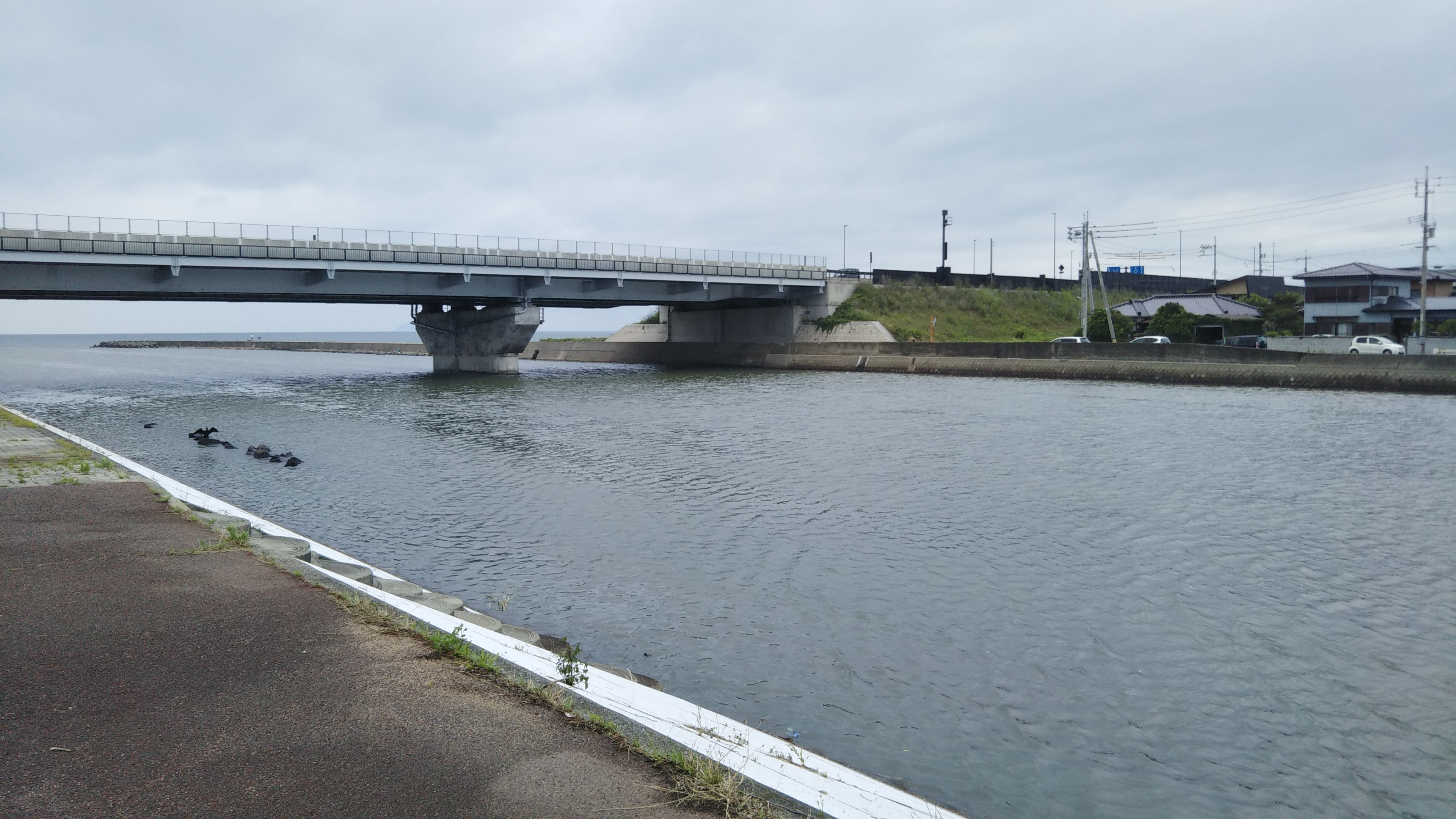
響灘と綾羅木川の交わる地点。

綾羅木は響灘に面した町であり、綾羅木海岸は2.5kmほど南北に伸びている海岸である。現在は昭和バブル期ごろの住宅地開発により海側は元々の地形を保っていないが綾羅木川と梶栗川は昔と変わらず現在もなお流れている。

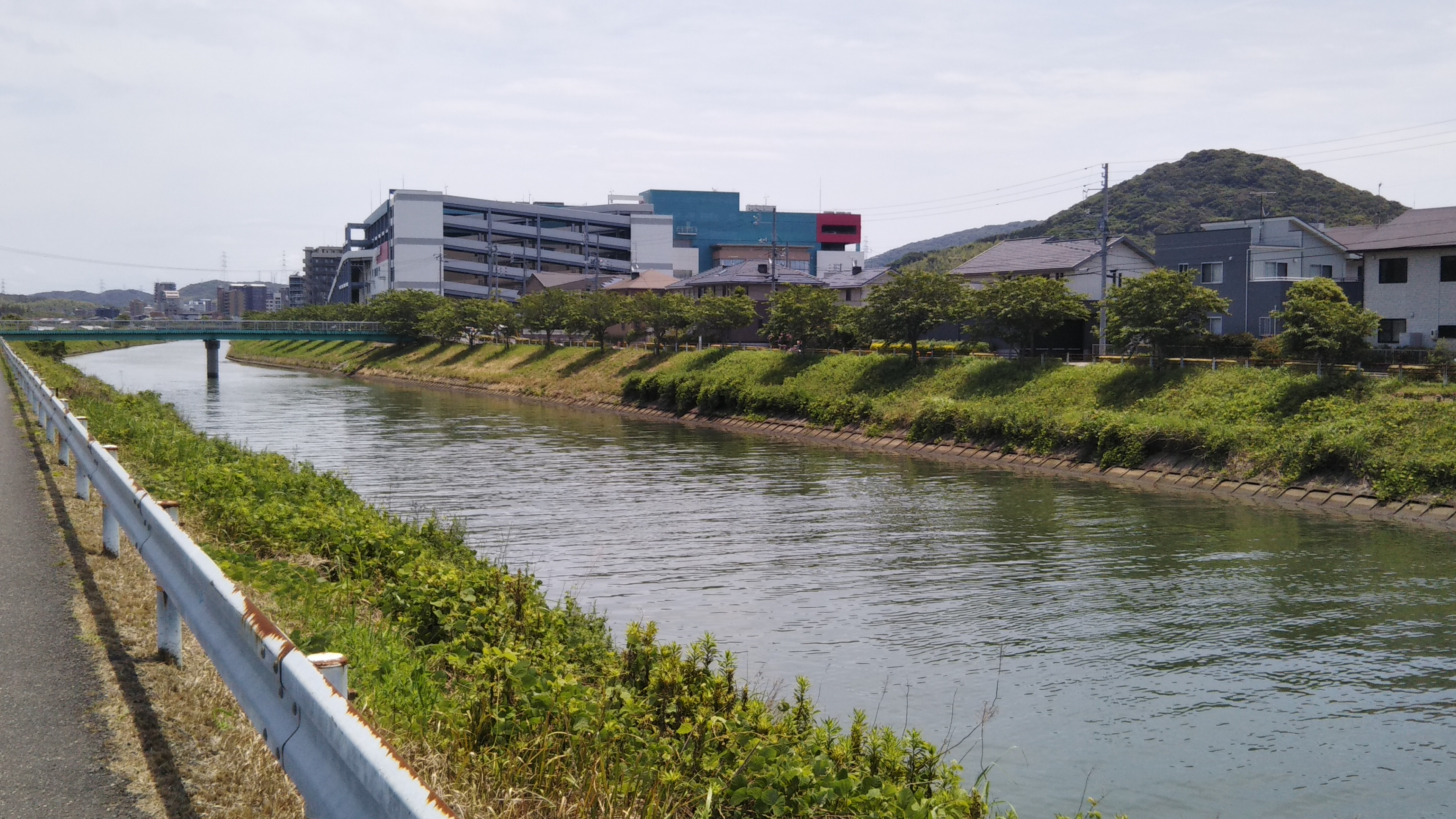
綾羅木地区伊倉地区の境目となる綾羅木川。奥にあるのはゆめシティである。

綾羅木川は二級河川で、総長は9.5 kmに及び、流域面積は約34.6 km2である。この面積は山口県平生町とだいたい同程度である。上流は内日上付近。

### 綾羅木地区の小字
以下に小字を表にまとめた。太字は本項目でも取り上げられている小字である。
| 小字一覧 (角川日本地名大辞典による) | 小字一覧 (角川日本地名大辞典による) | 小字一覧 (角川日本地名大辞典による) | 小字一覧 (角川日本地名大辞典による) | 小字一覧 (角川日本地名大辞典による) | 小字一覧 (角川日本地名大辞典による) | 小字一覧 (角川日本地名大辞典による) | 小字一覧 (角川日本地名大辞典による) |
| ----------------------------------- | ----------------------------------- | ----------------------------------- | ----------------------------------- | ----------------------------------- | ----------------------------------- | ----------------------------------- | ----------------------------------- |
| 糸田                                | こもノ口                            | 手かげ                              | 法師                                | 道ノ上                              | 新田                                | 明見田                              | 丸ノ内                              |
| 大森崎                              | 柳                                  | 沢井                                | 門田                                | 木下                                | 駅                                  | 東屋敷                              | 重竹屋敷                            |
| 外ぞん                              | 庄屋敷                              | 宝前                                | 助三                                | 石仏                                | 岡                                  | 若宮                                | 惣八                                |
| 寺屋敷                              | 木船                                | 上ノ山                              | 有重                                | 土居ノ内                            | 駅ノ上                              | 駅ノ岡                              | 山根                                |
| 外輪崎                              | 渡り田                              | 大歳                                | 恵のう田                            | 引田屋敷                            | 矢筆                                | 松本                                | 久保                                |
| 小里                                | 引田岡                              | 藤ケ本                              | むせ打                              | 引田後                              | 明神                                | 久保ノ上里                          | 馬場                                |
| 北打越                              | 北古川                              | 南古川                              | 恵ノ田                              | 打越                                | 中村                                | 吹上                                | 古橋                                |
| 浜                                  | 浜口                                | 古道                                | 平地                                | 勝ケ野                              | 新川                                | 五反南浜                            | 下田                                |
| 船入                                | 橋本                                | 中屋敷                              |                                     |                                     |                                     |                                     |                                     |

## 地名の由来
「綾羅木」の由来は複数の説がある。下関市教育委員会の見解では主に3つに大別できる。
1つ目は「竹生寺縁起」に関わるとする説である。有冨にある竹生寺は金実仲という修行僧が開基したと伝えられているが1つ目の説では実仲が孝謙天皇が治めていた頃(8世紀半ば)に近畿の方から長門の綾羅木海岸を訪れた際、海から和歌が聞こえ、よい香りの木が波の中を漂い、たちまち空に舞い上がり現在の竹生寺の方へ飛んでいったため実仲が「あらや」と感動した声が発端とされている。しかし、山口県地名研究所の高橋文雄はこれはただのこじつけに過ぎないと考えている。
2つ目は伊弉諾尊(イザナギノミコト)が禊(体を水で清めること)をしたといわれている場所、檍原(阿波岐原、アワキハラ)に由来するという説である。
3つ目は神功皇后の三韓征伐伝説に関わる土地ということで、新羅から来たとする説である。綾羅木海岸には鬨の浦(ときのうら)という地名もあるためこれは勝鬨(かちどき)と関係すると考えられている。しかし、これも高橋はこじつけと見なしている。
これまでに高橋は2つの説に異論を唱えたが、高橋自身はこれに対し2つの説を提唱している。
1つ目は養蚕や織物を伝来したとされる秦氏の部族である漢部が綾羅木付近に移住し、そのアヤベがアヤラギになったとする説である。2つ目は元々何らかの理由で綾羅木が綾原(アヤハラ)と呼ばれ、その読みがアヤラとなり、漢字が転じて綾楽、その後読みがアヤラキになったという説である。
これらの点を踏まえても綾羅木の由来は明らかになっていない。

## 歴史

### 先史時代

#### 水稲耕作伝来以前
日本では1946年に相沢忠洋が旧石器時代の証拠を初めて発見し、その存在を確認した。その10年後の1956年、綾羅木郷遺跡付近の農道で粘土質の露頭から先が鋭利な礫器が発見された。この礫器が発見されて以降も綾羅木郷遺跡からは旧石器時代のものと思われる石器が幾分出土し、下関市にも旧石器時代に人類が住んでいたことが判明した。礫器の他には尖頭器、台形石器、剥片石器などが出土している。なお、この後も市内では伊倉や武久などで旧石器時代の石器が出土している。
旧石器時代が終わり、縄文時代に入っても綾羅木付近に人々が住んでいることが出土品から分かっている。発見された縄文土器は鬼界アカホヤ火山灰が積もった土層から発見されたことから縄文時代早期のものだと推測されている。また、二枚貝を用いた条痕文土器も発見されている。

#### 綾羅木郷遺跡
弥生時代になると旧石器時代や縄文時代とは比べ物にならない程の出土品が現れた。このころの海岸線は現在の国道191号線と同じぐらいの位置と推定されている。

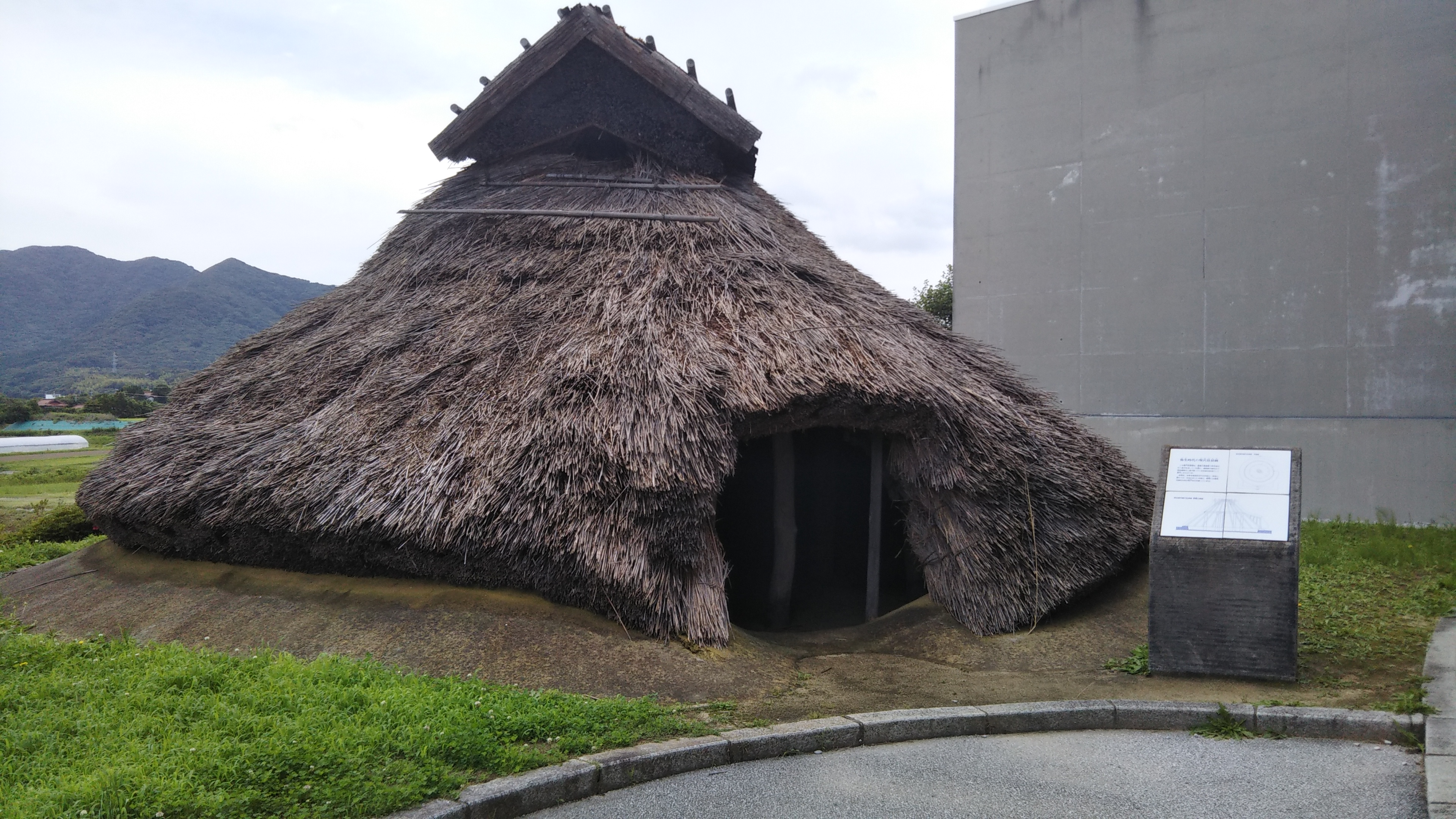
綾羅木郷遺跡の弥生時代の竪穴建物を復元したもの。下関市立考古博物館の隣にある。

綾羅木にある弥生時代の遺跡は綾羅木郷遺跡とよばれ、周辺には大きな溝が発掘されており、これは綾羅木郷遺跡が環濠集落であったことを示している。また、環濠の目的である略奪の阻止のために地下に蓄えておく貯蔵穴は1000基以上も検出されており、食料、祭器、装飾品などがともに出土することもあった。付近には子供の人骨も発見され、土坑墓も見つかった。綾羅木郷遺跡はI、II、III、IV期に分けられ、IV期では鉄斧などの鉄製品も見つかっている。弥生時代の3分類ではI、II、III期は前期ぐらいで、IV期が中期ぐらいに相当する。
弥生時代に特有の弥生土器も多数出土しており、壺と甕が主に発見されている。壺と甕では全体的に甕の方が多く、甕はいろいろな方法で使うことができるため多く作られたと考えられている。また、高坏や土器のミニチュアなども見られる。土器には布が巻き付けられていたと思われる証拠も存在し、1954年には大麻を原料とする平地の布が発見されている。
土器付近から発見された米は現在日本でよく食べられる短粒と同種で、保存方法は土器に入れる方法ではなく、焼いて保存しただけだと考えられている。米以外にも、アズキ、リョクトウのような豆、モロコシ、キビ、ヒユ、アワなどの穀物の栽培もされていたことが分かっている。食料は穀類以外にも貝殻の残骸からタニシ、カワニナ、ヤマトシジミ、ウミニナ、ヘナタリなどが採取されていた証拠が残っている。食料は植物や貝類などの採取だけでなく、狩りをすることでも得ることができ、イノシシやニホンジカなどの狩猟を行っていたことが分かっている。漁撈を行っていた形跡も見られ、その証拠として石錘や土錘が発見されている。この石錘や土錘は現代でいうおもりの役目を果たし、網の端にこのおもりを使って魚を採っていた。おもりと網を使う方法以外にも銛のような突き刺す道具を使うことでも採集されていた。
工具も旧石器時代や縄文時代に作られた石器よりははるかに性能が高くなった。まず、石器を鋭利に作る技術が発展し、木を伐採する用の石斧、木に加工を施すための石刀、土器に模様をつけるためのへらのような道具が出土している。穀物の栽培が発達したことで収穫用の石包丁や石のカマも見つかっている。狩猟に使われた弓矢の先端、石鏃には朝鮮半島や中国大陸の影響を受けているかのような跡が見られ、銅戈や銅矛を真似た石戈や石剣が出土したことで大陸から影響されたのは明らかとなっている。

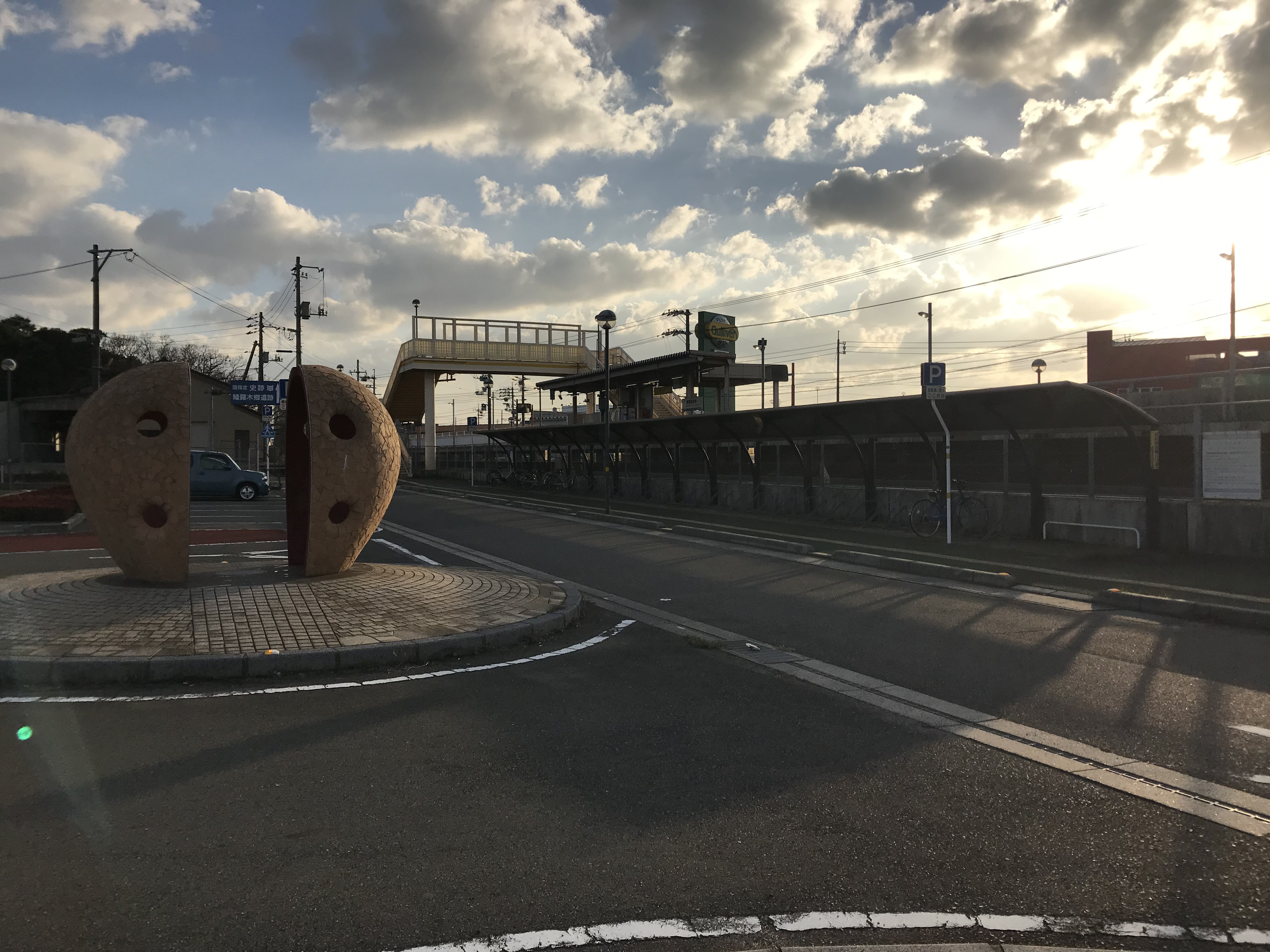
梶栗郷台地駅の前にあるのが土笛のモニュメント。4つ穴がある方が前方であるためこの写真は前方が手前にあり、後方には2つの穴がある。

前に4つと後ろに2つ穴をあけた土笛は弥生時代に儀式をおこなう際に使われた楽器と考えられ、日本の中でも綾羅木で初めて発見されたうえ、全国115個の土笛のうち7個は綾羅木に、26個は綾羅木を含めて下関市にある。この儀式とは米の豊穣を祈るために行われ、儀式に使われた道具としては男性・女性の生殖器を模した石製品が見つかっている。

#### 2つの前方後円墳

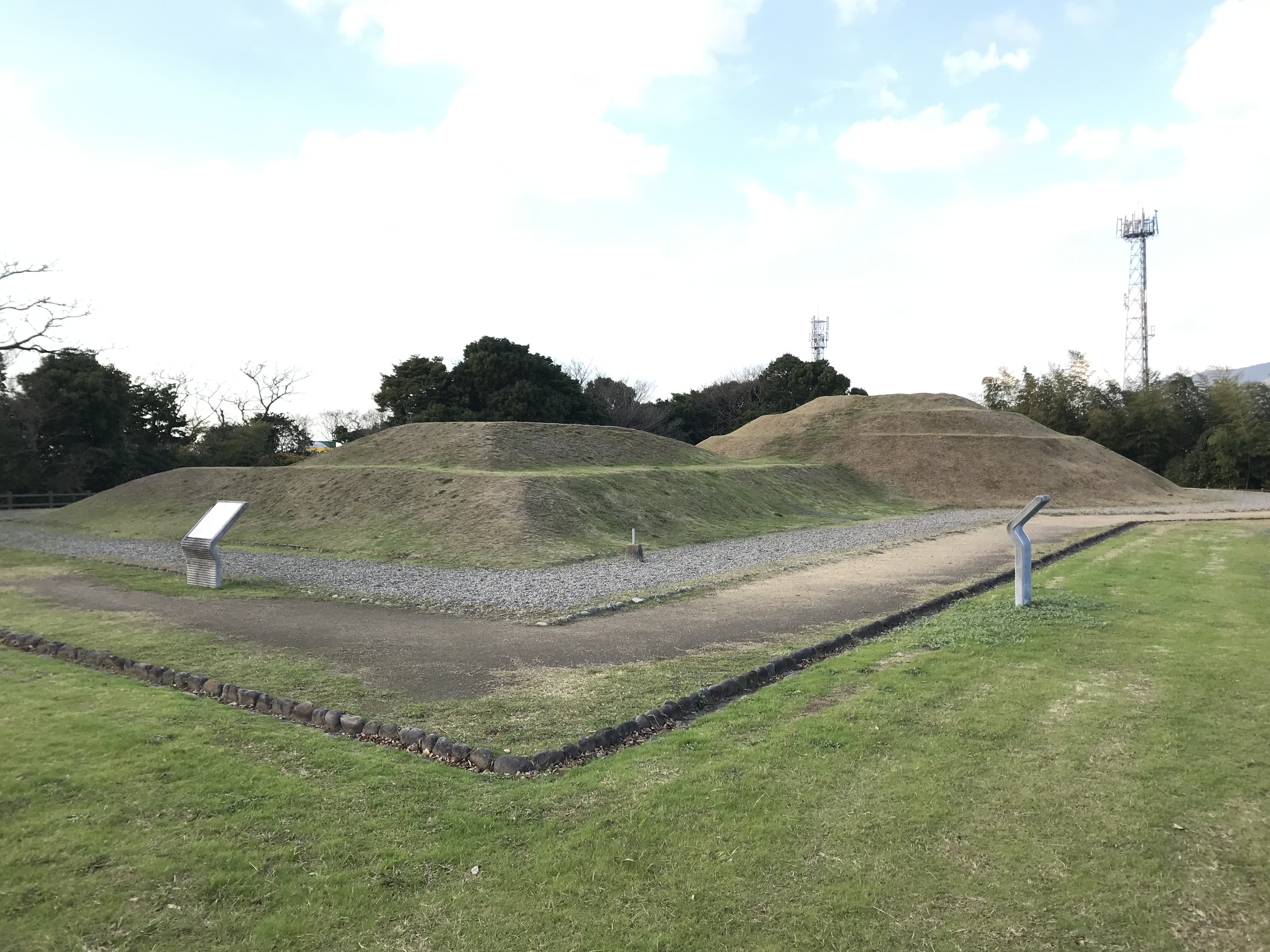
若宮1号墳。手前が前方部で奥にあるのが後円部。後円部の方向がほぼ北を向いている。

綾羅木郷遺跡北西部には古墳が残っており、若宮1号墳を中心とする若宮古墳群がある。なお、若宮古墳群では発掘当時日本では輸入が困難だった珪砂を掘るためにブルドーザーが遺跡を破壊する事件が起きた。この際、1969年3月11日に文化庁の田村晃一がこれを緊急指定とし通知したことで若宮古墳群は守られた。

若宮墳丘墓。若宮1号墳の後円部のすぐ近くにあり、若宮1号墳が造築される際は一部を削られた。

この若宮1号墳のすぐ北にある若宮墳丘墓は弥生時代中期頃に造られた墳丘墓である。発見当初はドルメン(支石墓)的なものと考えられていたが、1988年に下関市教育委員会は弥生時代の墳丘墓であると訂正した。1つの墳丘に5つの墓が丁寧に埋葬されているため、血縁集団の有力な者の墓と考えられており、副葬品も見つかっている。若宮墳丘墓は若宮1号古墳を造築するために削られたために原型をとどめていない。現在は墳丘墓の上にさらに土を覆い、昔からある石棺と下関市教育委員会が設置した展示用の石棺とを区別するために復原された石棺のみが展示されている。

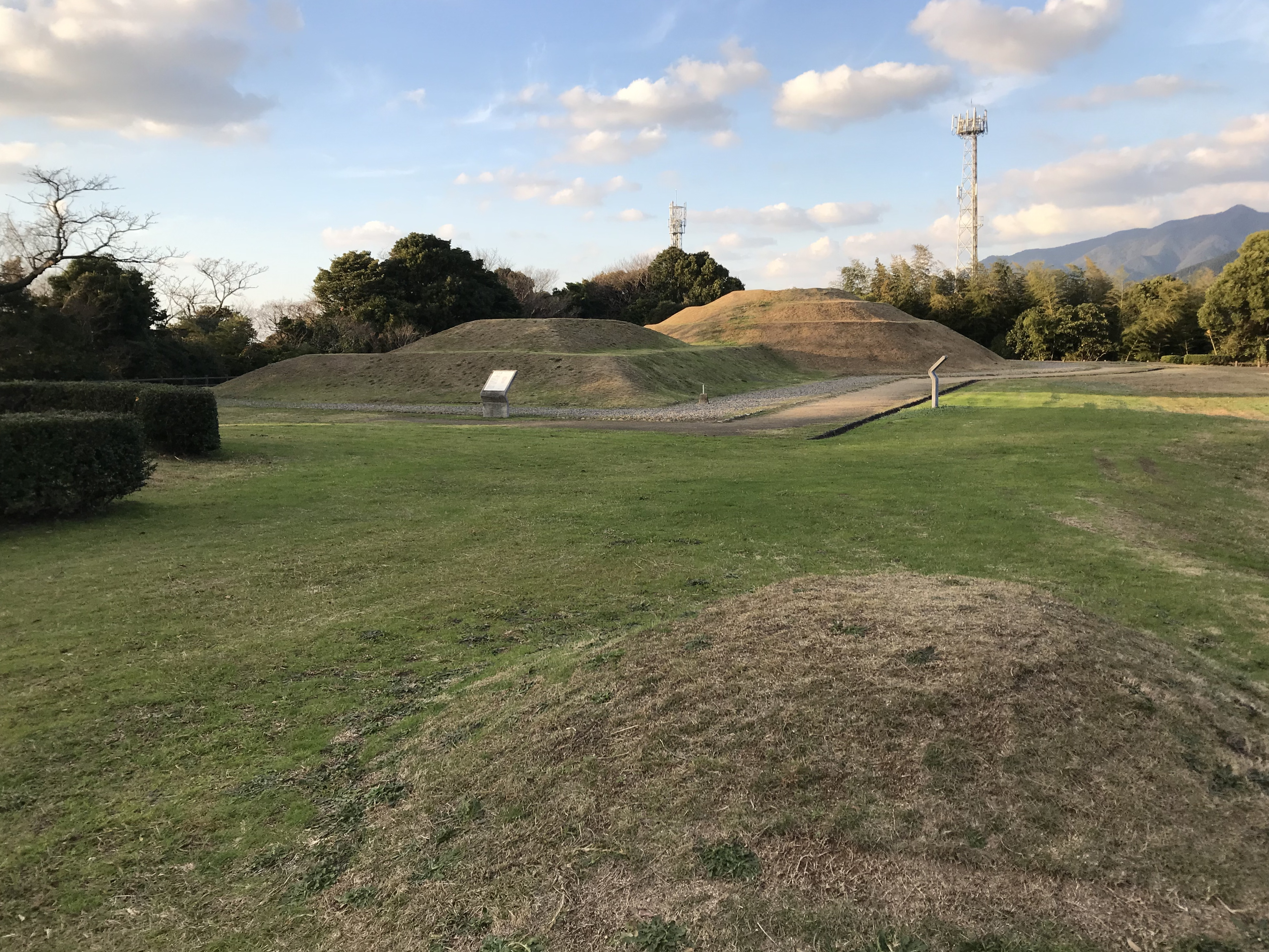
奥に見える若宮1号墳(前方後円墳)と手前にある若宮4号墳(円墳)。左の生け垣で覆われているのは若宮3号墳である。

若宮1号墳は若宮墳丘墓の一部を破壊して作られた前方後円墳であり、前方後円墳は安岡にも観音岬古墳、幡生にも宮山古墳があることから、この一帯は古くは有力な勢力の中心地であったと推定されている。保存状態が悪いものの人骨も石棺から発見されており、少なくとも2人は埋葬されていたと考えられている。若宮1号墳は全長39.7 mで後円部は直径21.6 m、高さは4.2 mの規模である。壺型埴輪、円筒埴輪、須恵器などの出土品から若宮1号墳は5世紀前半から5世紀半ばごろに造られた古墳と考えられている。
石棺の蓋の部分の上側には灰色の粘土が敷き詰められ、これは石と石の間のすき間を埋めるために使われたものだと考えられている。板石と側石の間にも同様の理由ですき間を埋めるために砂利が使われている。若宮1号墳は竪穴式石室ではあるものの、追葬された跡が残っている。追葬する際は前方後円墳のくびれの位置あたりで埋葬部までの道をつくったと考えられている。しかし、石棺や土が荒らされていることから、追葬が終わった後、盗難の被害もあったことが分かる。

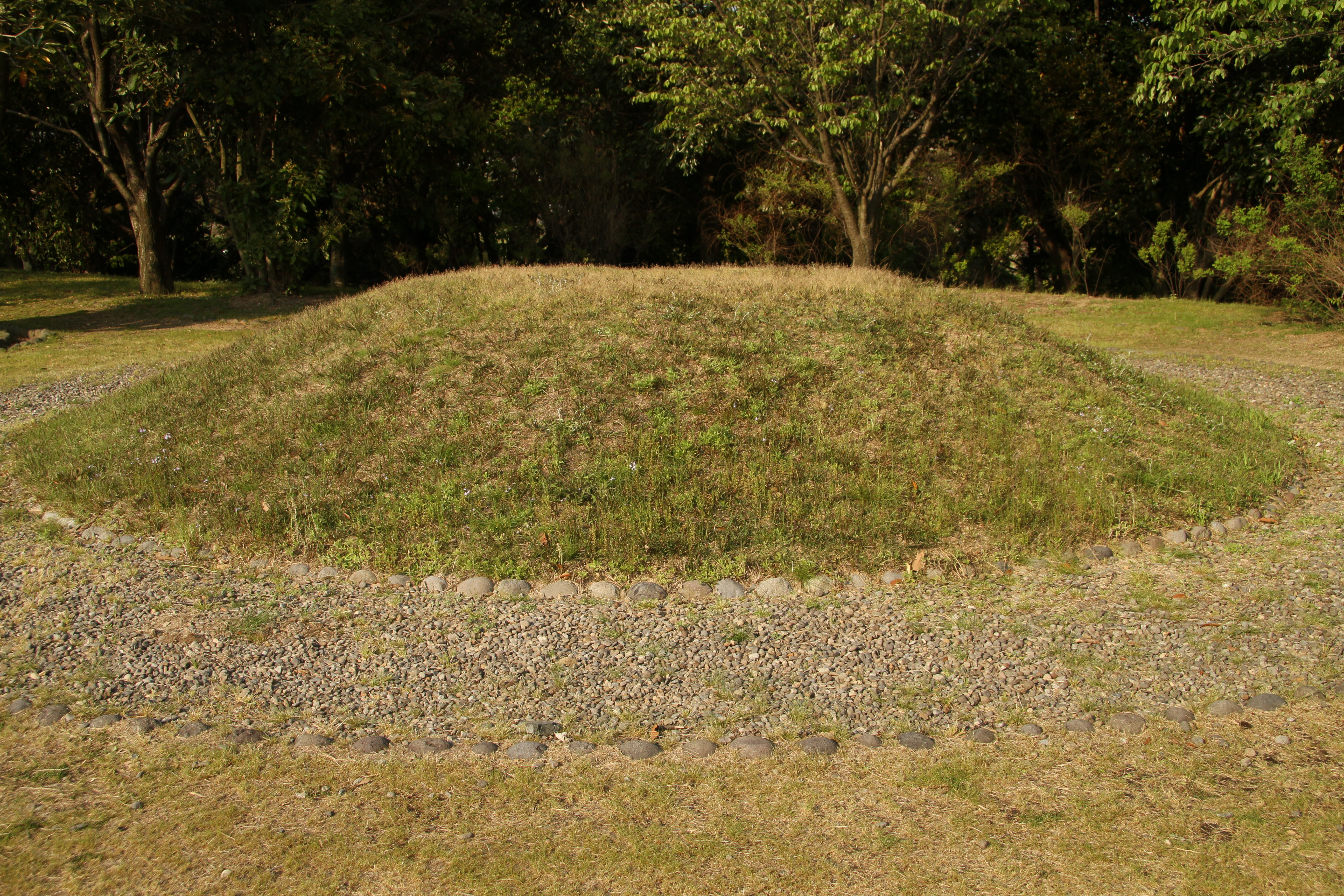
若宮2号墳。若宮1号墳の東側にある。

若宮1号墳以外には若宮2号墳、若宮3号墳、若宮4号墳とありどれも円墳である。画像についてはギャラリーの節を参照。

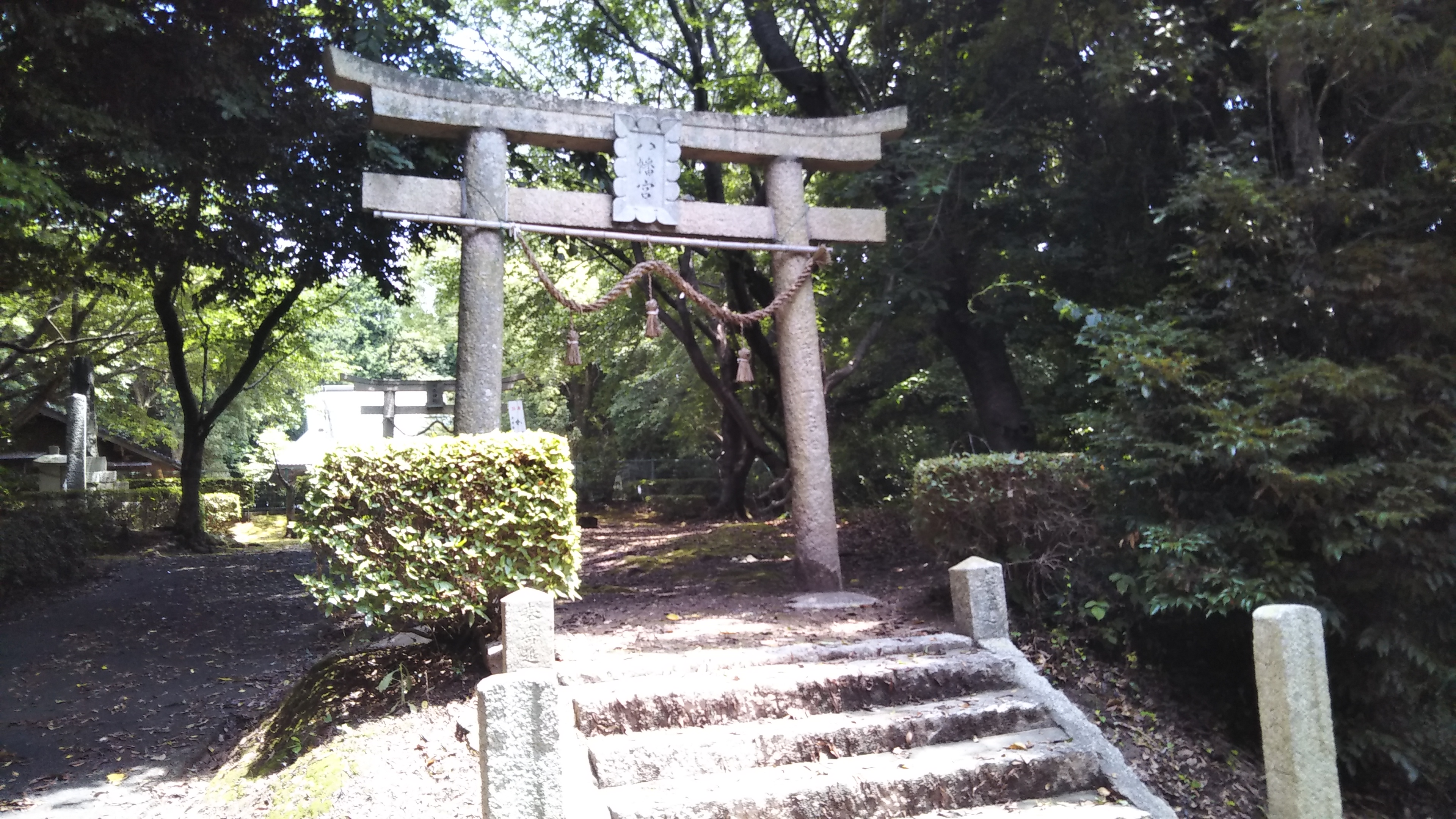
山口県下関市の川北神社の一ノ鳥居。上の山古墳は川北神社にあったとされている。

綾羅木には上ノ山古墳という前方後円墳もあった。上ノ山古墳は全長が100m以上に及ぶ大きい古墳であり、現在の川北神社の境内にあった。石室の中からは水晶の勾玉、メノウの勾玉、小さい輪っかのついた銅釧(どうくしろ)などが発見された。特に六鈴鏡といわれる円形の鏡の周囲に等間隔で6つ鈴のようなものをつけた鏡は呪術に用いられた宗教的な道具とされている。これらの出土品から上ノ山古墳は5世紀中頃から6世紀後半頃までに作られた古墳であると推定されている。
このように綾羅木では5世紀前半に若宮古墳群、6世紀前半に上ノ山古墳が栄え、どちらも副葬品として武具や馬具が出土していることから相当な権力の持ち主が居住していたことが明らかである。

### 古代

#### 豊浦郡の地区分類
7世紀後半になると下関市全体では豊浦郡が成立し、田部[田閇]、日内[宇都比]、生倉[以久良]、室津[无呂豆]、額部[加久无]、栗原[久利波良]、神田[加无多]の7郷が『和名類聚抄』に載せられている。この内、綾羅木地域は生倉郷に属す。生倉郷とはその名のとおり現在の伊倉地域一帯を指し、現在の川中、勝山、安岡地域を含んでいた。

#### 条里制
平安時代、綾羅木及び秋根、延行、有冨などでは条里制の形跡が見られた。これは教育委員会の発掘調査により明らかとなった。この条里制が及んだ地区は25町×7町(2.67×0.75km2)に及び、伊倉には市ヶ坪、有冨には六ノ坪などの条里制に影響されたと考えられる地名が現在でも小字として残っている。

### 中世
中世になるとついに「綾羅木」という地名が初めて文献上で確認されるようになってくる。建武二年（1335年）の『武久氏文書』には「長門国成富并綾羅木屋敷事云々」とあり、鎌倉時代前半には既に「綾羅木」という地名が広く伝わっていたかは分からないものの、存在していたことがうかがえる。

#### 条里制の継続
平安以後も綾羅木では条里制が続き、綾羅木と延行にわたる水田は「延行条里遺跡」という名で現在も遺構として地下に残っている。条里制の田園は延行条里遺跡を含めると綾羅木・延行周辺だけで170坪もあるが、それぞれ条里制における田の分割方法が異なるため、それぞれ別の条里遺跡であると考えられている。また、中世に入っても依然として奈良時代や平安時代の水路が使用されていることが分かっている。綾羅木川は氾濫を起こしやすい土地だったため農耕にはリスクもあったが、江戸時代頃まで氾濫するごとに昔の条里制の区分を再興していたことが分かっている。

#### 新たな集落
また、上ノ山古墳のあった上ノ山地区では中世になって集落の再興が見つかった。これは弥生時代使われていた地区の一部を削って平らに整地したもので、周囲には湿地帯が広がっていたことが分かっている。集落内には木棺墓と地下の横穴の2ヶ所で埋葬が確認され、木棺墓の中に中国産の青磁碗があったことから少なくとも13 - 14世紀のうちに埋葬されたことが分かっている。地下式横穴の方は副葬されていた土師器などから15世紀ごろと考えられている。

### 近世
近世からは「綾羅木」という名前の入った文献は続々と出てくるようになる。16世紀後半の書物を例に挙げると天正16年（1588年）の閏5月13日に記されたとされる忌宮神社の『二宮社領幷社頭掟書』と文禄4年（1595年）の10月17日に記されたとされる『二宮神領付立』には綾羅木は忌宮神社の神社領として扱われていたことが見られる。更に、文禄2年（1593年）10月19日の『定応寺田畠打渡坪付』には「阿井羅木」とあり、これも綾羅木を示している。

#### 藩政と村
長府藩が藩政をおこなうようになってからは長門国豊浦郡綾羅木村として綾羅木という地名は村になり、大日本沿海輿地全図には綾羅木村という文字が確認出来る。慶長15年（1610年）の『長門三井但馬・蔵田与三兵衛門検見帳慶長十五年』には豊浦郡の中では豊田郡、豊西郡、豊東郡の三群に分かれ、綾羅木村は豊西郡に属していたことが書かれている。豊西郡には綾羅木村の他、現在の地域区分では豊浦町、吉見、安岡、川中、勝山などが含まれていた。その後、明治22年（1889年）には綾羅木村は豊西下村に統合された。
| 慶長5年 | 慶長15年 | 享保~延享 | 天保~安政 |
| ------- | -------- | --------- | --------- |
| 294.600 | 396.900  | 980.633   | 1032.7466 |

| 小村              | 小名1           | 小名2           | 小名3             |
| ----------------- | --------------- | --------------- | ----------------- |
| 西浜 (にしはま)   | 高山 (たかやま) | 吹上 (ふきあげ) | 勝ガ野 (かつがの) |
| 西方 (にしかた)   | 下方 (しもがた) | 空方 (そらがた) | -                 |
| 東方 (ひがしかた) | 柳 (やなぎ)     | 中 (なか)       | 駅 (えき)         |
| 引田 (ひきだ)     | 田内 (たぶち)   | 下方 (しもがた) | -                 |

日本に製糖技術が広まったのは関東では1760年代であるにもかかわらず、長府藩では1750年代からすでに製糖が始まっていたことがわかっており、綾羅木ではその原料となるキビの栽培が行われていた。キビの栽培を長府藩の綾羅木や安岡で始めたのは永富独嘯庵といわれている。『長府御領砂糖製作一件』の「聞合改書覚」によると「阿やき浜之内二百五拾間四方有之由」とあり、この阿やき浜は綾羅木浜のことであるため、3000株にも及ぶキビが栽培されていたことが分かる。なお、綾羅木でキビの加工まで行われていたかは定かではない。

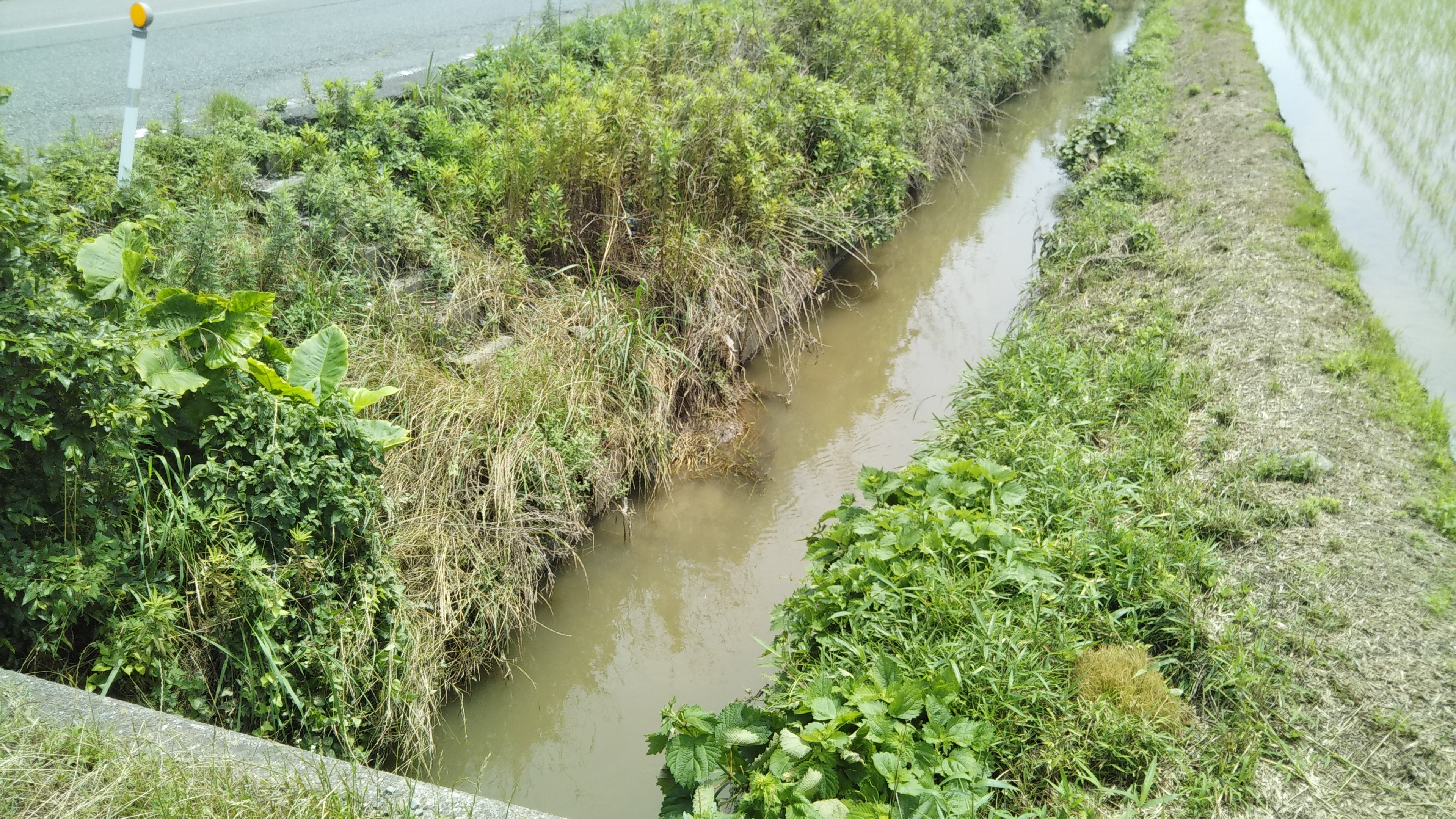
邨田重永と水川信久が作ったかんがい用水路。

江戸期に残された綾羅木の伝承などは少ないが、その1つに用水路の言い伝えがある。江戸期には干ばつが絶えず、それを見かねた長府藩士、邨田重永と水川信久がかんがい用水路を作ったという。この用水路が作られたのは享保の間(18世紀前半)だが、明治2年（1869年）、村人たちはこれをたたえて石碑を設置した。

#### 中山の倒幕運動
江戸時代の末期になると徐々に倒幕運動が見られるようになった。そのうち中山忠光は綾羅木ゆかりのある人物である。

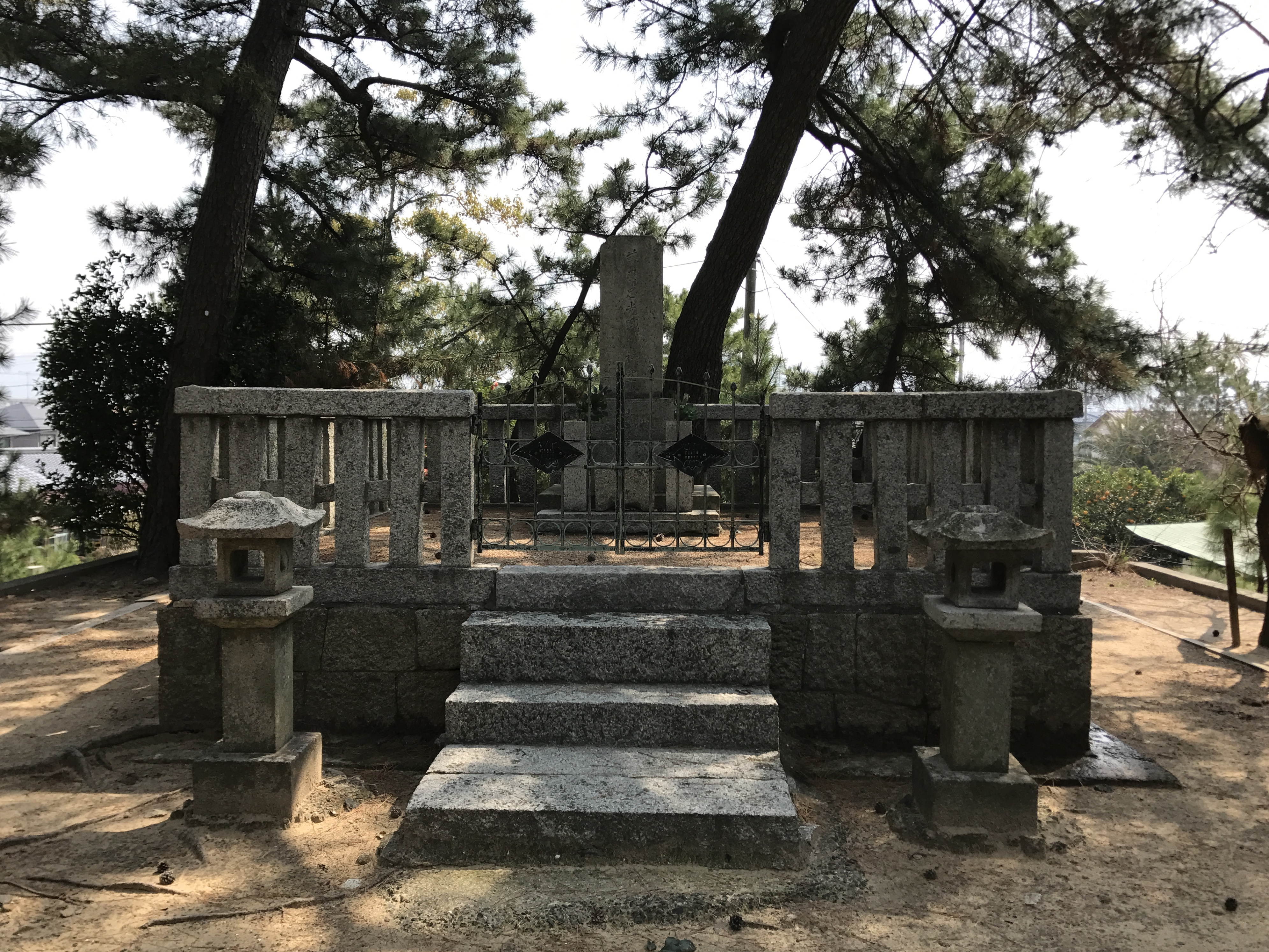
倒幕運動を起こすも田耕にて暗殺された中山忠光の墓。中山忠光は明治天皇の叔父で愛新覚羅浩の曾祖父。

中山忠光朝臣（弘化2年（1845年） - 元治元年（1865年）12月15日、または11月5日）は明治天皇の叔父にあたる人物であり、安政5年（1858年）のとき、明治天皇の侍従となった。文久3年（1863年）には下関戦争に参加し、前田砲台の防衛のために戦い6月には無事生還した。8月17日、明治維新の先駆けとして大和で挙兵(天誅組の乱)し、5名を殺害。しかし天誅組の仲間割れにより忠光は長府藩に亡命した。亡命後、白石正一郎邸へ移動したが翌元治元年（1864年）、1月4日に延行で隠居することにした。しかし長州藩の中心だった尊皇攘夷派の衰退によりさらに田耕村の方へ移動したがそこで襲われ暗殺された。その後、遺体が綾羅木の勝ガ野(現在の綾羅木本町)にまで運ばれ、ここで埋葬された。翌慶応元年（1865年）、墓を立て、その上に中山神社を建立し祀った。現在、中山忠光の墓は国の史跡に指定されている。中山神社内には忠光が享年20歳にして亡くなったことを綴った歌碑がある。

### 近代以降

#### 教育の沿革
明治25年（1892年）、綾羅木川周辺に糸田小学校が開校した。この小学校は伊倉、熊野、垢田、有冨にあった簡易小学校を1つの小学校に統合させたものである。しかし、明治37年（1905年）には川の氾濫により被害をこうむったため、現在の下関市立川中小学校がある場所(伊倉本町)に移転した。なお、川中小学校では綾羅木本町に移転されるまでは川中支所としての役割も務めていた。
昭和40年（1965年）、綾羅木本町に川中支所が設立されたため、下関市立川中小学校は小学校としての役割のみを持つようになった。同年7月には川中公民館が開館した。

#### 地区の変遷と住宅地開発
明治6年（1863年）12月、新しい行政区画として大区・小区制がとられた。大区は山口県内全体を21区に分けたものであり、綾羅木は第16大区にある。小区は大区をさらに分割したもので綾羅木は第16大区の中で第6小区にある。なお、大区・小区制による区分は現在のものより広範囲を1区として設定しているため綾羅木は第16大区第6小区にあるが、石原、有冨、延行、伊倉、熊野、稗田、垢田も同じ範囲に含まれている。
明治21年（1889年）大区・小区制に変わり市町村制をとるということが公表され、翌年4月1日より施行された。第16大区第6小区の地域は豊西下村に改称され、その下に石原村、有冨村、延行村、伊倉村、熊野村、稗田村、垢田村、綾羅木村があった。大正3年（1914年）には豊西下村が川中村に改称され、昭和12年（1937年）には川中村自体が下関市に編入されて消滅し下関市大字綾羅木となった。
| 町丁       | 編入年             |
| ---------- | ------------------ |
| 綾羅木本町 | 昭和31年（1956年） |
| 綾羅木新町 | 昭和50年（1975年） |
| 綾羅木南町 | 昭和55年（1980年） |

昭和23年（1948年）からは綾羅木は住宅地として発展し、住宅地の多い地区は昭和31年（1956年）、綾羅木本町に分離された。しかし、住宅地の増加の影響で昭和17年（1942年）に開設した綾羅木海岸の観光客が減少傾向にあるなどの問題もあった。その後も昭和50年（1975年）、綾羅木新町新設、昭和55年（1980年）、綾羅木南町を新設、昭和59年（1984年）、綾羅木・有冨境界付近に下関北運動公園を建設、昭和61年（1986年）、綾羅木・有冨境界付近に下関第2球場設立など開発は目まぐるしい勢いで進んでいった。

#### 遺跡の指定と事件
綾羅木郷遺跡周辺は昭和31年から発掘が始まり昭和40年（1965年）7月22日からは本格的な調査を開始した。昭和41年（1966年）8月、土笛(陶塤)が発見され、同年、郷土の文化財を守る会が結成され、綾羅木郷遺跡もその保護活動の一部に含まれた。しかしその際に珪砂が採掘されたことで話題となり、それを狙った株式会社瓢屋は昭和44年（1969年）3月8日にまだ調査が行われていない遺跡の一部分の破壊を決行した。その後、遺跡破壊を危惧したため、緊急史跡指定が行われ3月11日に指定が決定された。これに対して瓢屋は史跡指定以降も抵抗を続け、6月9日に史跡指定取消の訴を提出した。その後、昭和56年（1981年）7月17日に和解した。なお、和解の期間までにも下関市は文化財指定を進めており、昭和51年（1976年）には綾羅木郷遺跡の出土品を全て県指定の有形文化財に指定している。さらに平成3年（1991年）2月25日、綾羅木郷遺跡で発掘された「人面土製品」が県指定有形文化財に指定された。出土品一品が有形文化財に指定されたのは綾羅木郷遺跡内では初めての事例となる。

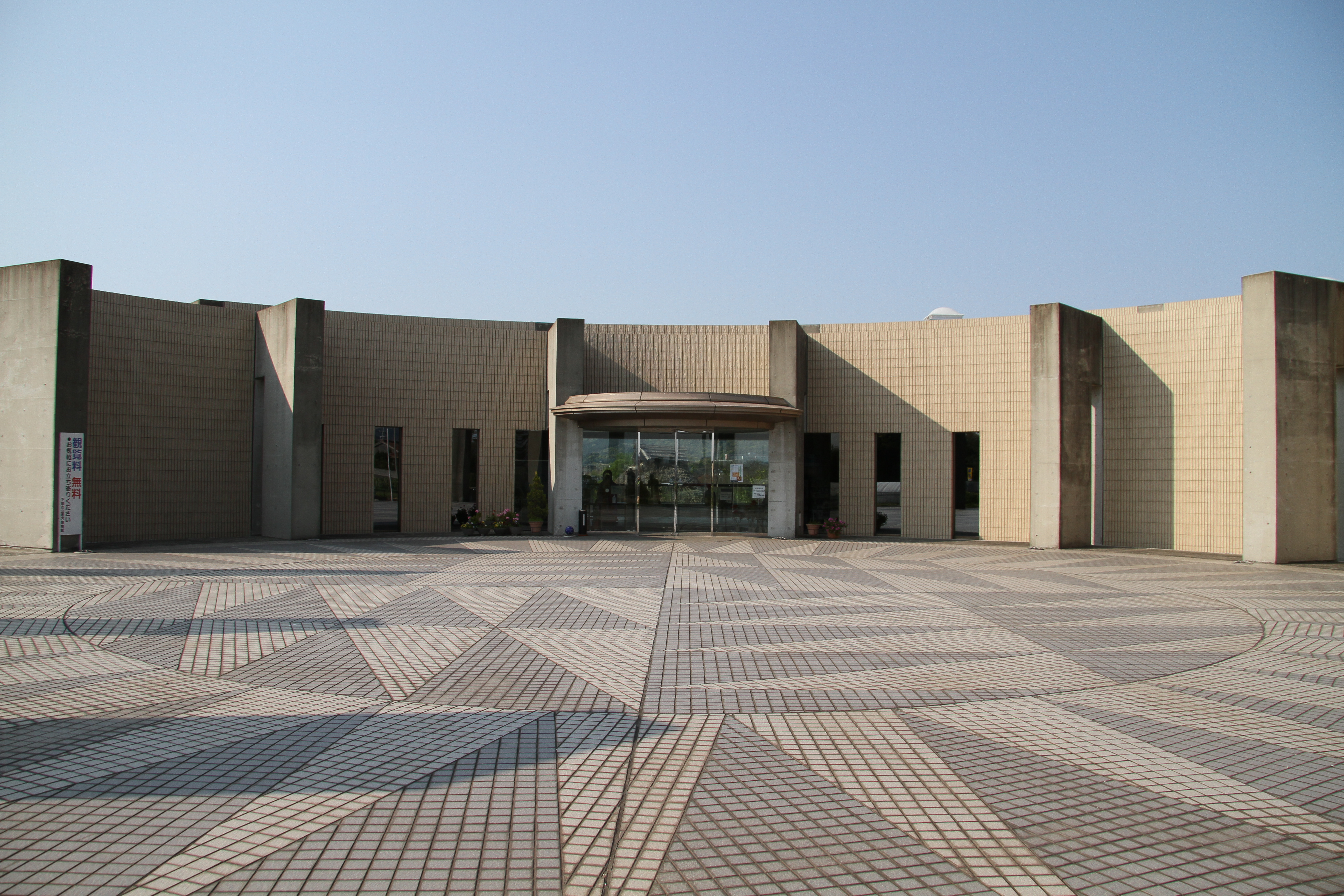
下関市立考古博物館。

平成7年（1995年）になると下関市立考古博物館が開館。綾羅木郷遺跡及び若宮古墳群と隣接する場所に位置し、延行条理遺跡にも近い。

#### その他
昭和63年（1988年）9月1日、綾羅木新町4丁目に北消防署が新たに新設された。
平成4年（1992年）3月26日に綾羅木会館が開設。地域の集会場として使用されるようになった。

## 人口の統計
以下は平成27年度（2015年度）の国勢調査による人口・及び世帯数のデータである。
| 町丁              | 人口 | 世帯数 |
| ----------------- | ---- | ------ |
| (大字)綾羅木      | 445  | 147    |
| 綾羅木南町1丁目   | 455  | 213    |
| 綾羅木南町2丁目   | 391  | 164    |
| 綾羅木南町3丁目   | 269  | 103    |
| 綾羅木南町 (合計) | 1115 | 480    |
| 綾羅木本町1丁目   | 567  | 293    |
| 綾羅木本町2丁目   | 381  | 173    |
| 綾羅木本町3丁目   | 629  | 255    |
| 綾羅木本町4丁目   | 400  | 176    |
| 綾羅木本町5丁目   | 408  | 184    |
| 綾羅木本町6丁目   | 888  | 384    |
| 綾羅木本町7丁目   | 627  | 281    |
| 綾羅木本町8丁目   | 738  | 289    |
| 綾羅木本町9丁目   | 337  | 152    |
| 綾羅木本町 (合計) | 4975 | 2187   |
| 綾羅木新町1丁目   | 639  | 262    |
| 綾羅木新町2丁目   | 918  | 404    |
| 綾羅木新町3丁目   | 414  | 152    |
| 綾羅木新町4丁目   | 137  | 69     |
| 綾羅木新町 (合計) | 2108 | 887    |
| 総合計            | 8643 | 3701   |

## 交通

### 道路
明治5年（1872年）、県道が開通。これは現在の国道191号線の前身である。
昭和時代になると新下関駅周辺土地区画整理事業の一環として綾羅木付近の開発が進められ、長府と綾羅木結ぶ長府綾羅木線が開通した。また、交通とは関係のない話だが新下関駅周辺土地区画整理事業の中には公園の整備も含まれ、綾羅木1号、2号、3号公園と綾羅木南町公園が新設された。

### 鉄道

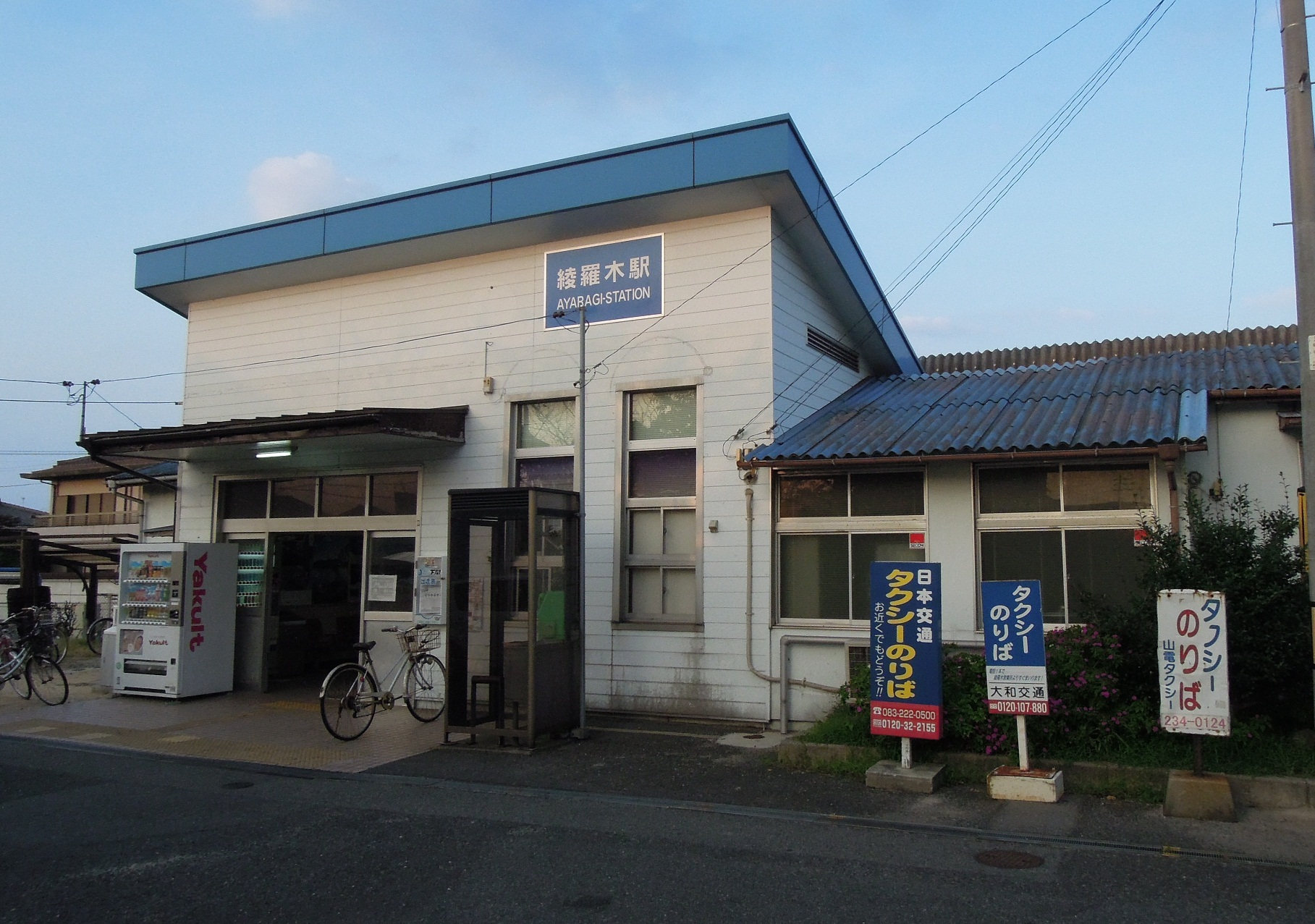
綾羅木駅。

大正3年（1914年）には東下関(現在の東駅周辺)と小串を結ぶ鉄道の建設にともない、綾羅木駅が開設された。綾羅木駅前にある自転車の駐輪場は後になってできたもので、昭和56年（1981年）の1月に新設された。

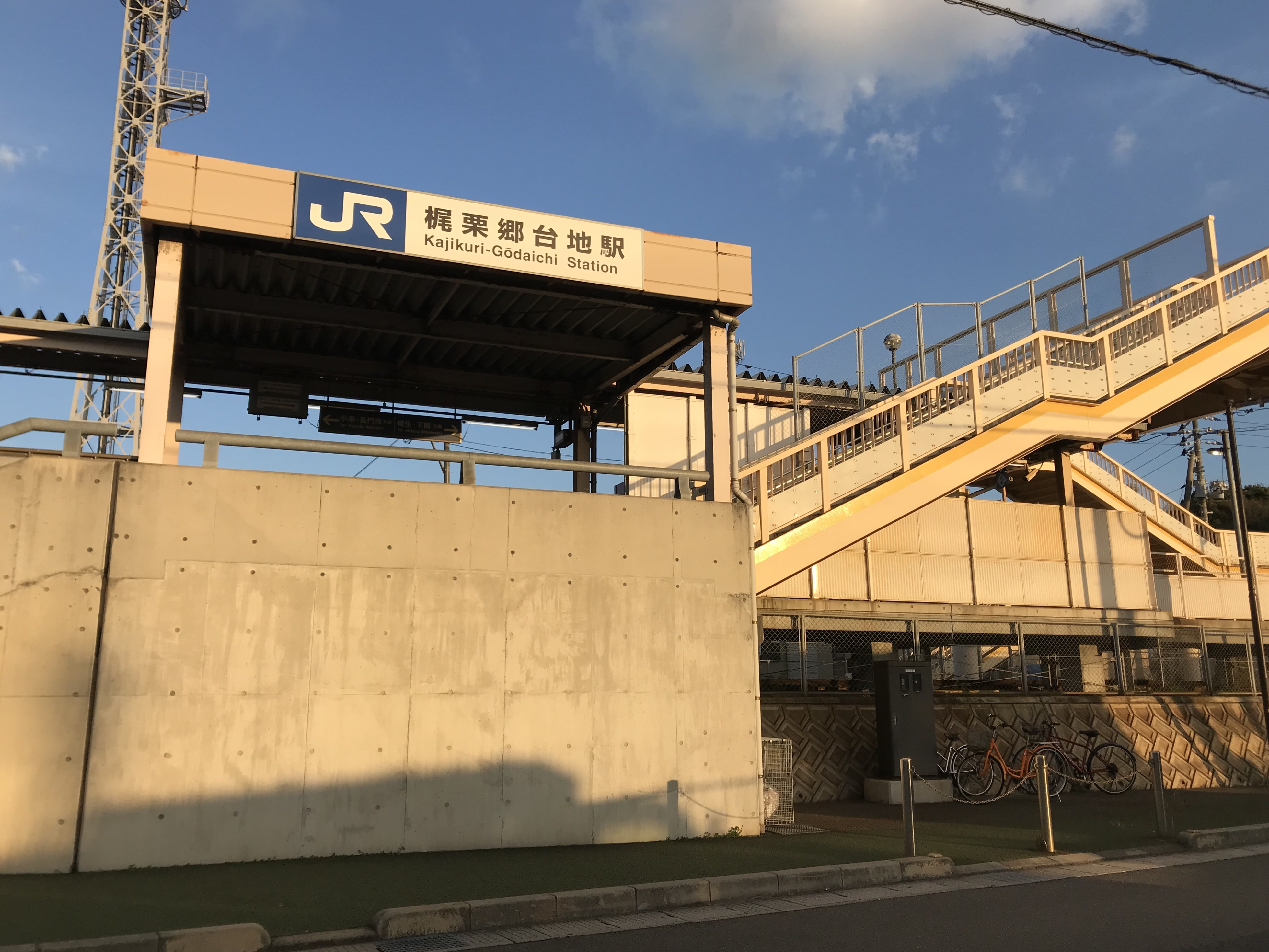
梶栗郷台地駅。

2008年3月15日には新たに梶栗郷台地駅が綾羅木駅と安岡駅の間に新設された。

## 宗教

### 中山神社

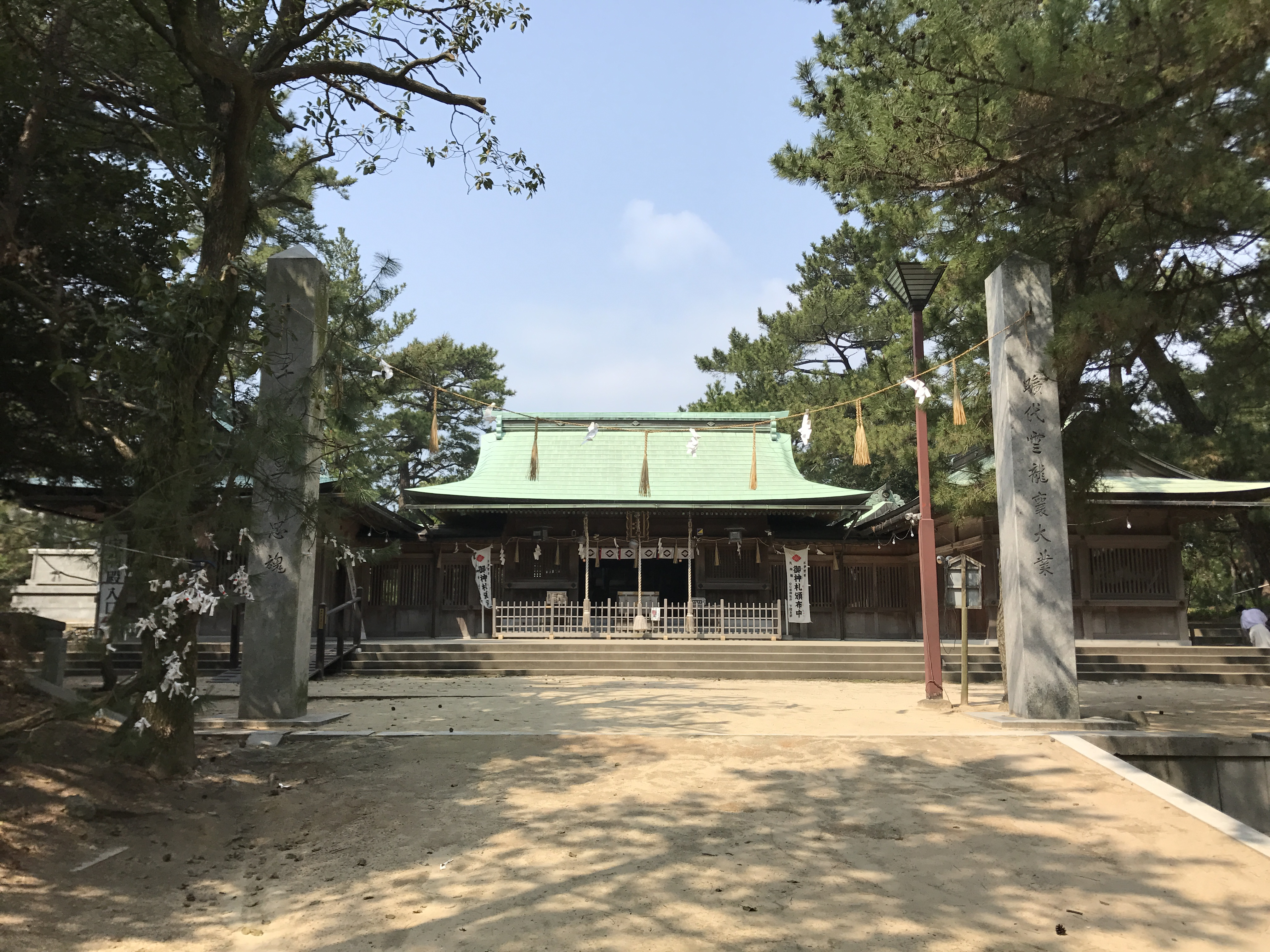
中山神社拝殿。左右には回廊をともない、拝殿の奥には幣殿、本殿と続く。

中山神社は江戸末期に建立された神社であり、当時は中山社と呼ばれていたが明治19年（1886年）2月10日、招魂社といわれるようになり、それが昭和3年（1928年）5月14日に中山神社に改称されたものである。面積は境内4151坪、境外244坪、原野13坪。元々は現在の吹上げ(綾羅木本町の一部地域)にはなく少し離れた勝ガ野(これも綾羅木本町の一部地域)にあったが、明治25年（1892年）5月29日に現在の場所に移転した。祭神はもちろん神社の名の由来となった中山忠光である。その後造営30年となる昭和33年（1958年）には大神輿が購入され、10年後、昭和43年（1968年）に本殿から東の方向にある記念館を開館。昭和55年（1980年）に社務所の増改築。昭和62年（1987年）に拝殿の左右に回廊を新たに設置。平成2年（1990年）に天松門を設置した。

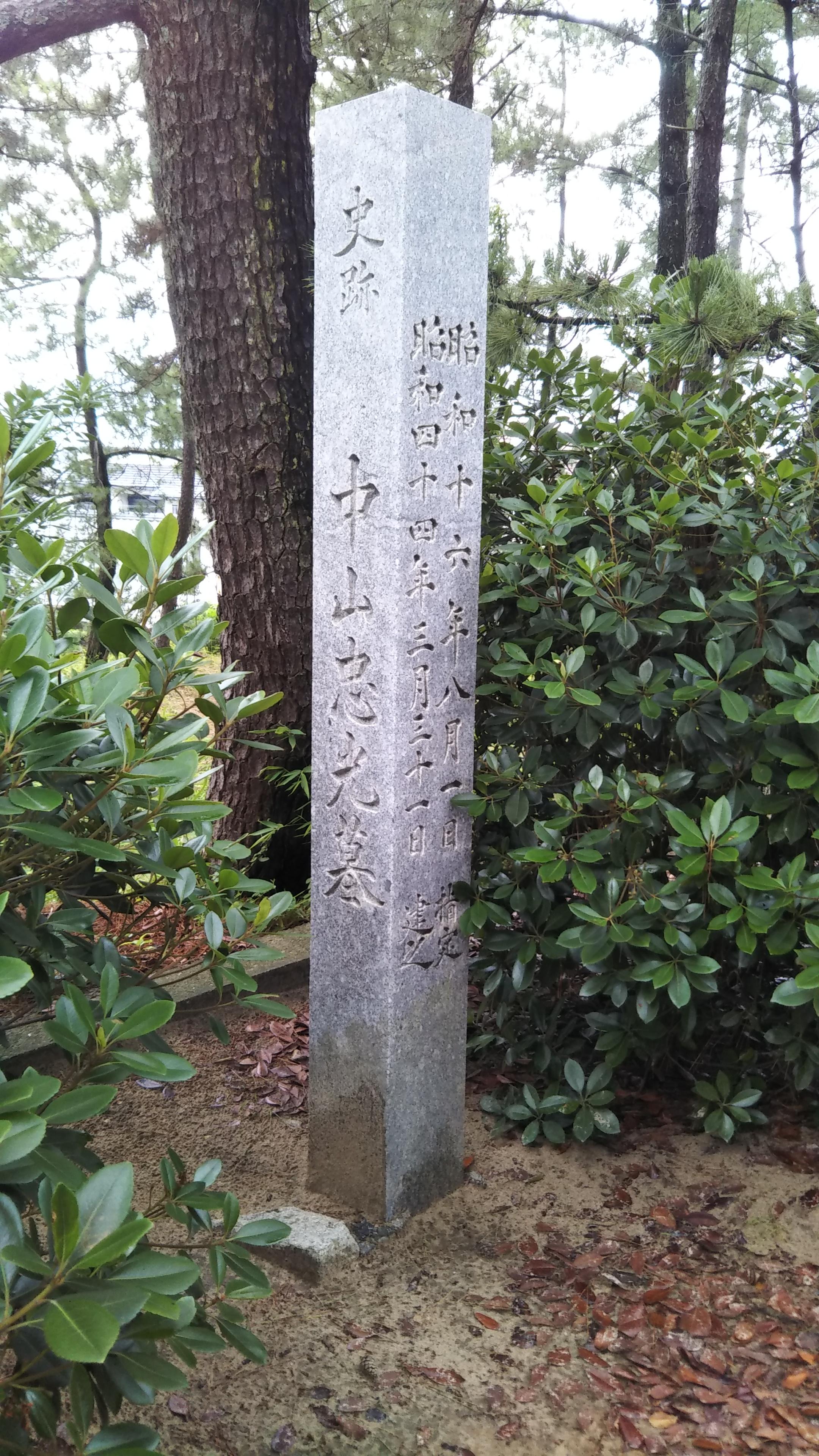
史跡指定の後に建てられた石碑。

境内には中山忠光の墓があり慶応元年（1865年）6月に奇兵隊が建てた。中山忠光の墓への道にある「この上」と案内する石碑は下関北ライオンズクラブの寄贈によるもので昭和45年（1970年）2月に寄贈された。また、昭和44年（1969年）3月31日には昭和16年（1941年）8月1日に史跡に指定されたことで史跡 中山忠光墓と書かれた石碑が建てられた。昭和63年（1988年）には中山神社の社殿左側に祖霊社が建てられた。

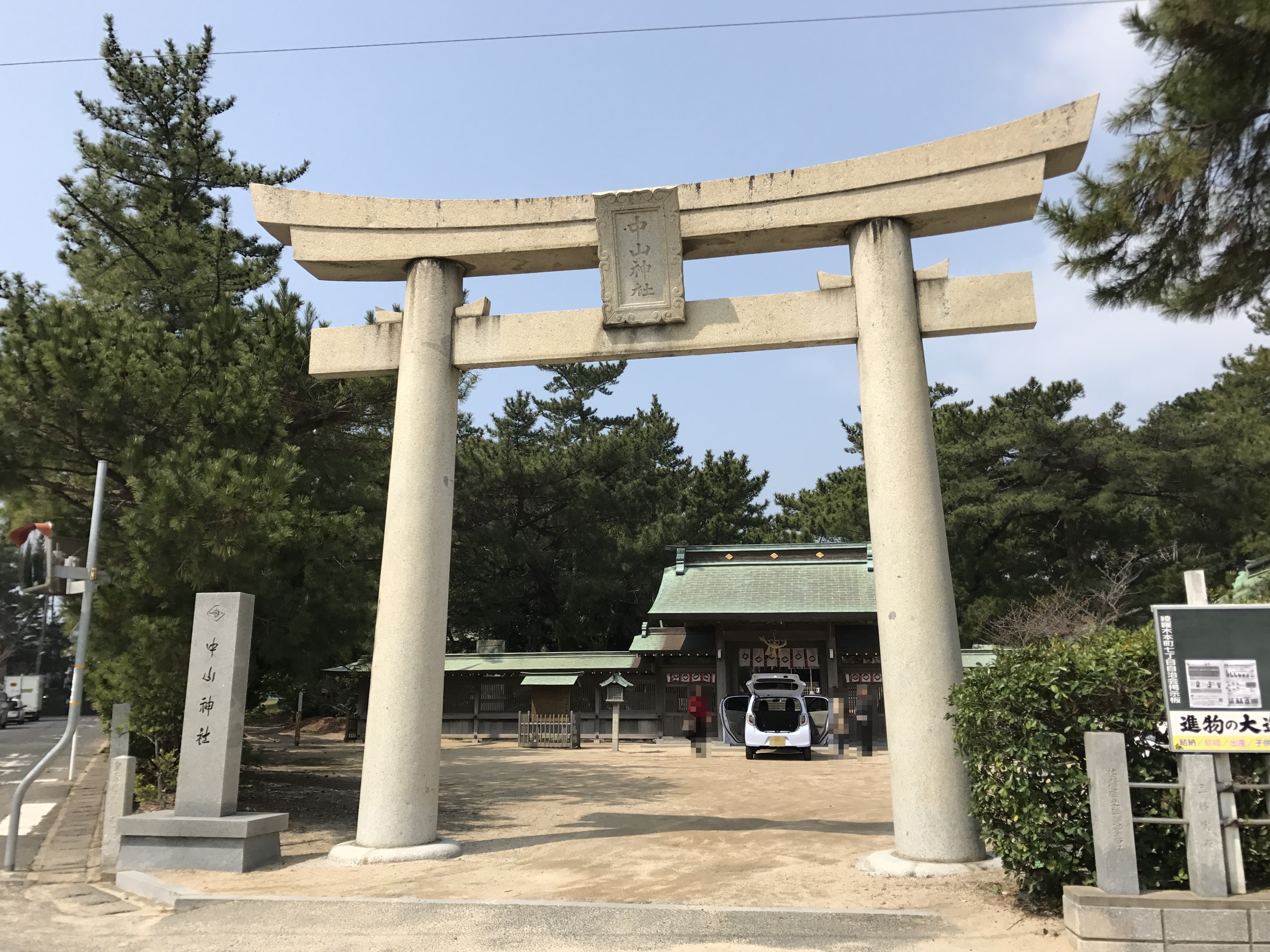
中山神社の正面鳥居。奥にある門が天松門である。

中山神社は広く、本殿は南東方向を向いている。鳥居は正面(南東側)と南門(南側)があり、天松門が見える方が正面の鳥居であり、どちらも昭和3年に設置された。南門から入った場合は中山神社造営寄附芳名録と書かれた中山神社造営の碑が見られる。天松門を入って右側には手水舎があり、本殿側に向かって階段を登った先の左の方にも手水舎がある。階段を登ると2柱の石柱が見られる。石柱には以下の字が刻まれている。
右:曠代雲龍襄大業
左:千き俎俎豆祀忠魂
「き」は偏が𠆢に氺に口、旁が亀の漢字である。この2つの石柱は右から左の文字を読むことで意味をなす。大方の意味は中山忠光の明治維新をおこし、倒幕運動をすすめる活動をたたえ、今後何千年以降も祀るということである。
天松門から北にある社務所隣には記念館があり、その奥に中山忠光墓がある。社殿は鳥居側から拝殿、幣殿、本殿の順で、幣殿の隣には神饌を行う場所がある。
中山神社には社宝(神社に伝えられる宝物のこと)があり、太政官による御沙汰が2通と愛新覚羅が着用していた十二単の一式が社宝とされている。
中山神社では年に数多くの年中行事が行われ、毎月18日には月次祭が行われている。8月の第一土曜日に行われる網曳祭では魚が神饌(いわゆる供物)として供えられる。これは中山忠光が川釣りの名人であったことに由来する。祭り当日になると引き網が行われ、その中で最も大きくて美しい魚を選ぶ。昭和3年（1928年）当初は8月18日に行われていたが海が荒れることが多いため昭和7年（1932年）に8月1日に変わり、しだいに8月の第一土曜日へと変わっていった。11月8日の栗祭では栗粥が神饌として供えられる。これは中山忠光が田耕で隠居していた際に地方の人が栗をあげて見舞うと大喜びしたため毎年命日から3日後に栗を供えている。

#### 愛新覚羅社

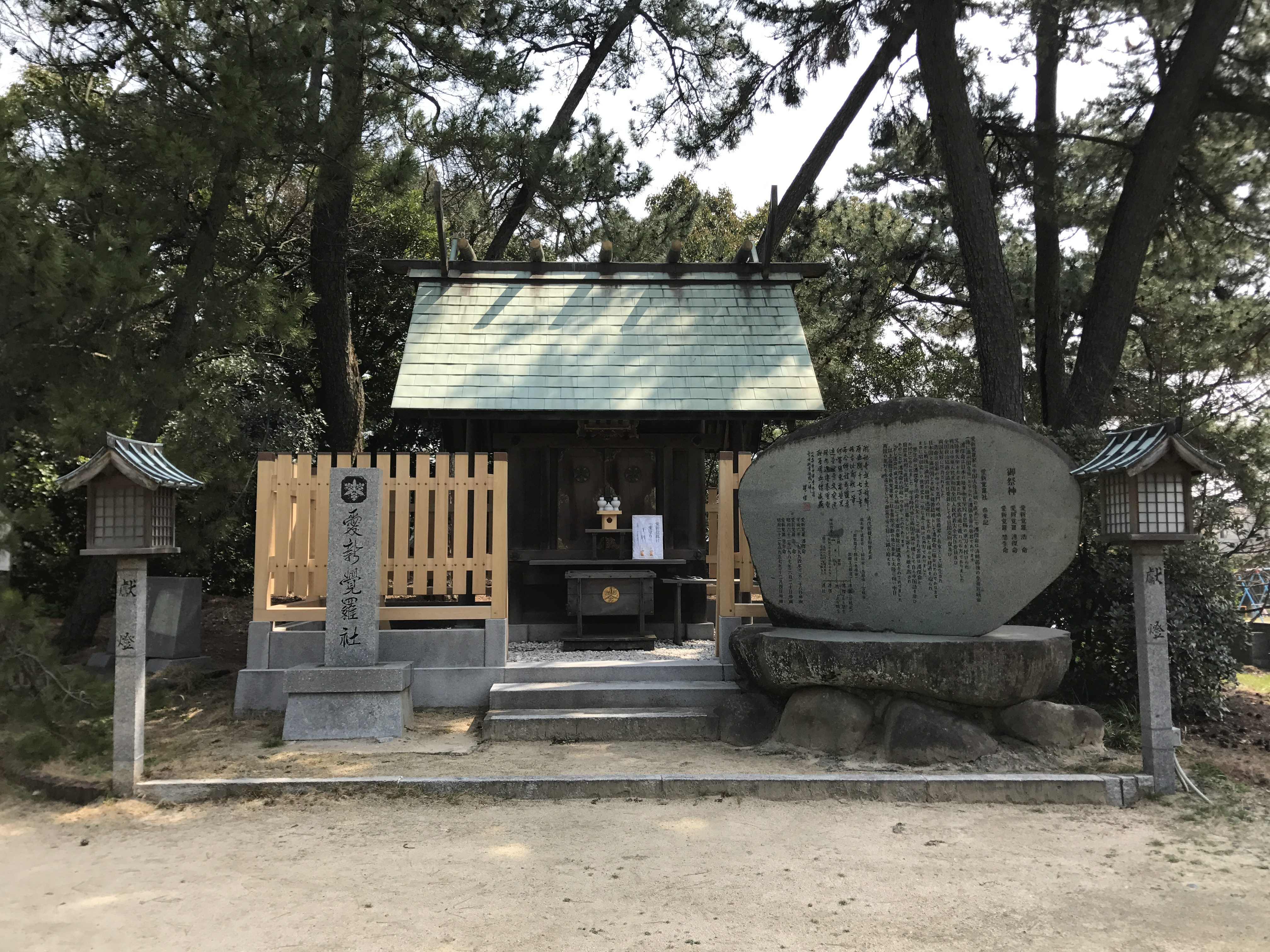
愛新覚羅社。南面の鳥居から近い。

中山神社の南西側には愛新覚羅社という神社もある。祭神は愛新覚羅溥傑命、愛新覚羅浩命、愛新覚羅慧生命で、うち後者2名は昭和63年（1988年）に祀られた。愛新覚羅浩は中山忠光のひ孫にあたる人物で、昭和62年（1987年）に死亡。愛新覚羅慧生は溥傑と浩の長女であるが昭和33年（1957年）に心中し死亡した(天城山心中)。

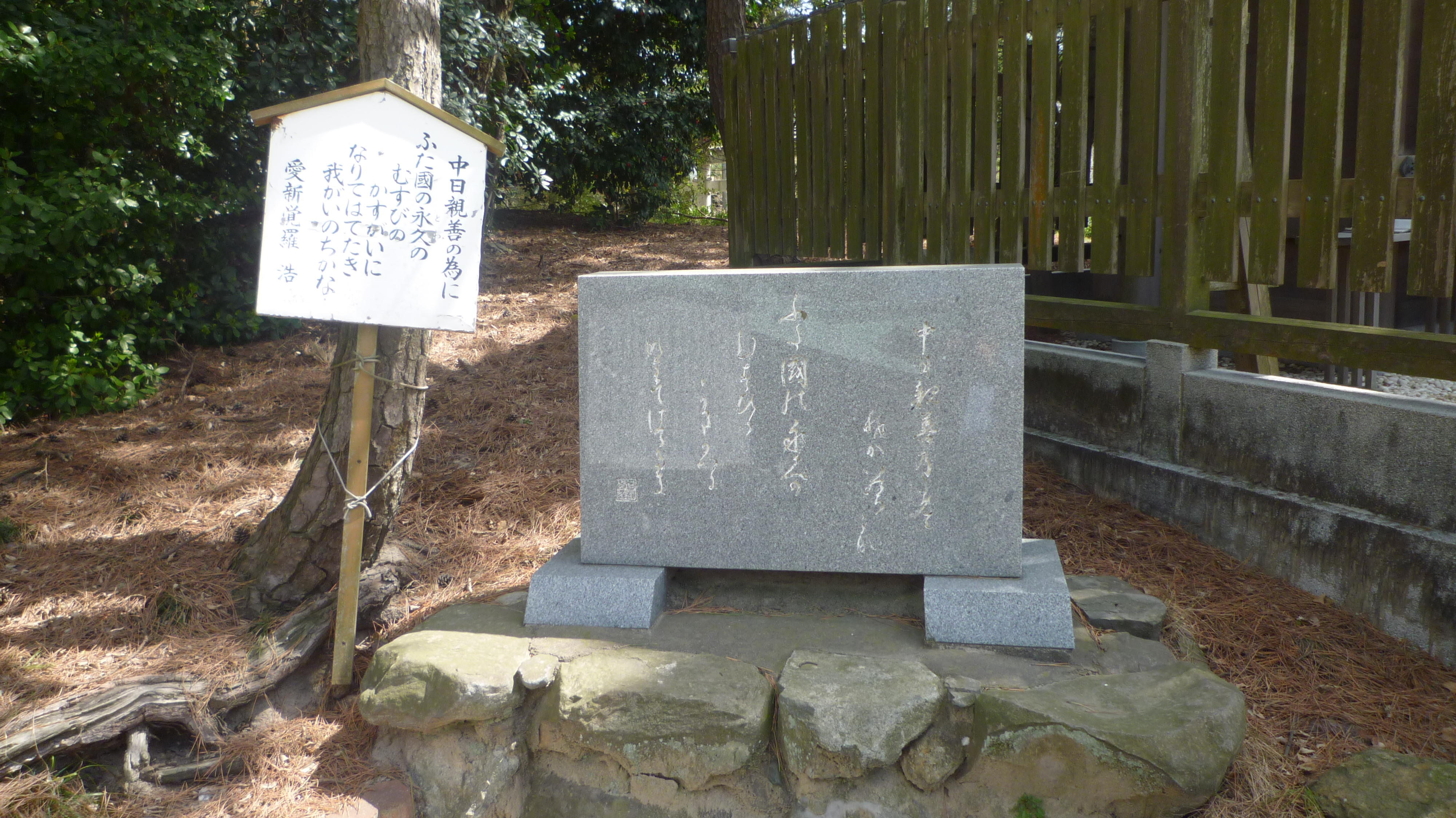
愛新覚羅社隣にある愛新覚羅浩の歌を綴った石碑。

愛新覚羅社には主に3つの石碑があり、一つは社号の碑で昭和63年（1988年）1月17日に建てられたものであり、題字は溥傑によって書かれた。2つ目は「中日親善の為に」とある石碑で浩の歌が書かれている。3つ目は遷座六十周年記念碑で回廊新設に伴い祝ったものである。

### 川北神社

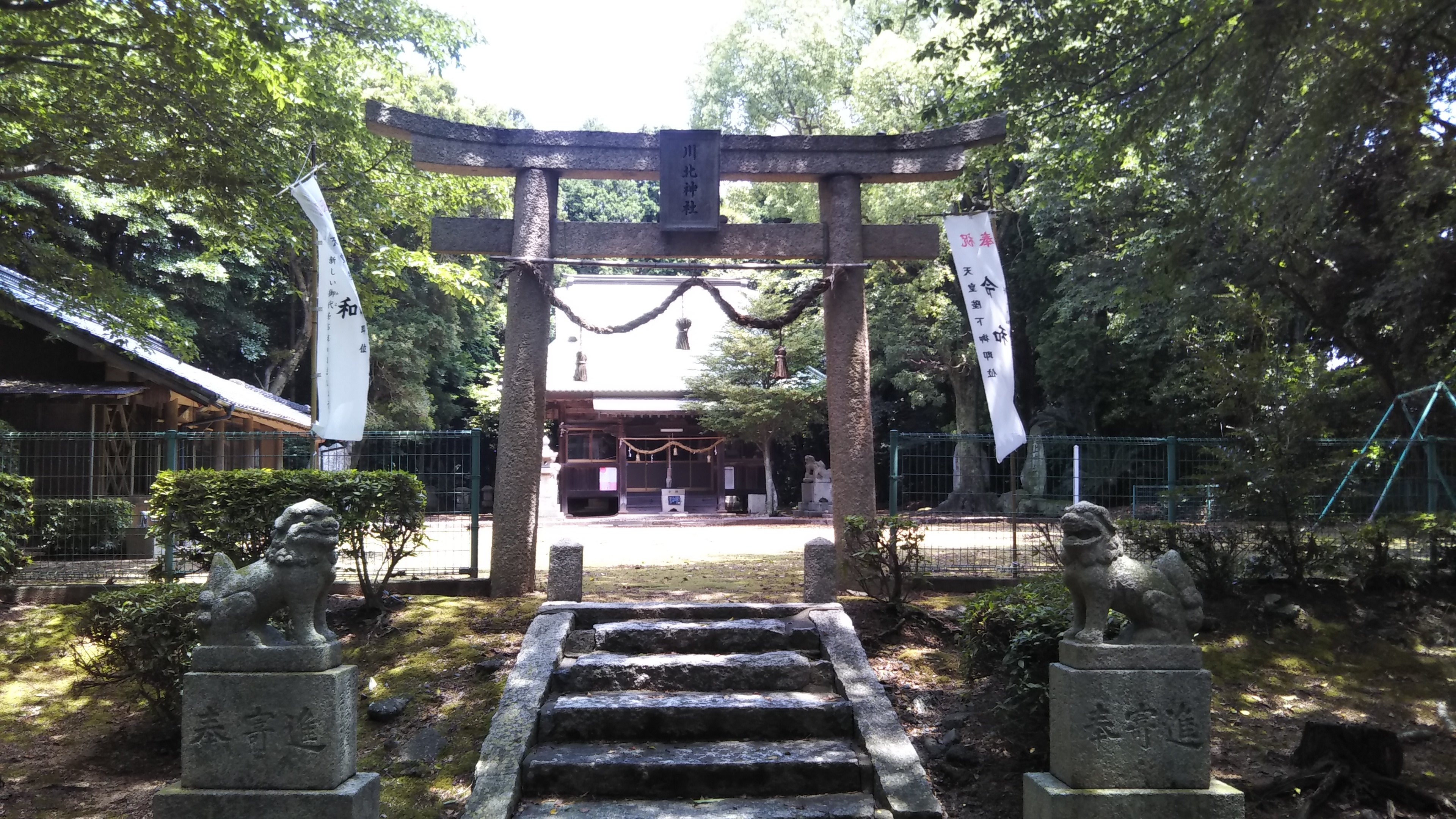
川北神社社殿と二ノ鳥居。

明治42年（1909年）に建立された。神紋は左三つ巴で境内面積は365坪。もとは有冨八幡宮、中村畔八幡宮、延行八幡宮、宇津宮八幡宮、建御名方神社、天御中主神社の6社が統合されてできた神社である。それが後に川北神社と改名されて現在に至ったものである。なお、統合された神社であるため祭神は多く、応神天皇、仲哀天皇、神功皇后、菅原道真、経津主神、建御名方命、天御中主神である。鳥居は一ノ鳥居、二ノ鳥居の2つがあり、社殿の左右に2対、二ノ鳥居の左右に1対の計6体の狛犬が設置されている。一ノ鳥居は寛政2年（1790年）、二ノ鳥居は天明8年（1788年）に設置されたものである。社殿は鳥居側から拝殿、幣殿、本殿から成り、前者2つは寄棟造、本殿のみが流造となっている。
川北神社内にはいくつかの石碑が建てられている。綾羅木渠水の碑(綾羅木流芳の碑)は明治2年に水川正亮らが建てた石碑である。題字は14代長府藩主毛利元敏、碑文は長府藩士水川正亮による字である。石は花崗岩製で高さは2m程である。綾羅木渠水の碑隣には望洋橋の碑があり、昭和6年（1931年）11月30日に建てられたものである。望洋橋は綾羅木川にあった橋であるがこれは水川正亮が命名したものである。この石碑はかつて望洋橋にあった石碑だが新しい石碑を作ったため水川のもとに返され、それに刻字したものが川北神社にある望洋橋の碑である。新しい石碑は道路の整備・改修の際に橋の下に置かれていたがなぜか行方不明になってしまったため現存しない。

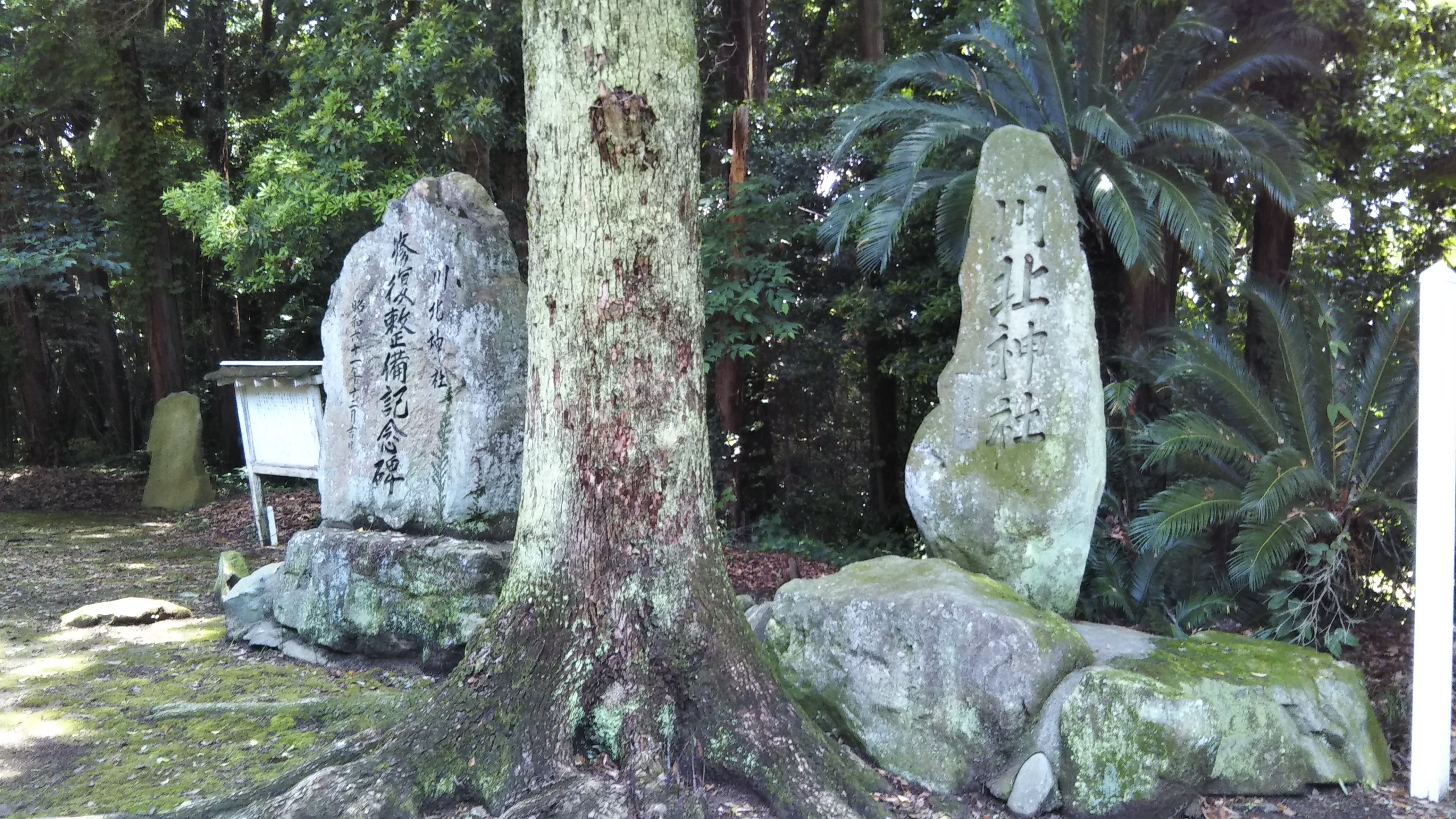
二ノ鳥居から見て社殿の右隣にある3つの石碑。

拝殿右には三つの石碑が並んでいる。右側は御大典記念の碑で昭和3年（1928年）11月10日に建てられたものである。中央の石碑は修復整備記念碑で修復整備を行っていた委員会の代表者、中村相良の名とその他委員会関係者が裏に刻まれている。石碑が建てられたのは昭和61年（1986年）12月。一番左にある石碑は字が刻まれておらず、上ノ山古墳出土の石棺蓋を立てたものと考えられている。
川北神社では年中行事として9月の最初に風祭が行われている。風祭とは各地によくある風鎮祭と同じようなものであるがその由来は川北神社特有のもので、神のお告げで「綾羅木は神社を建てるにはふさわしくない」と言われたため、村人たちがのぼり舞で楽しませるから、と神社造立の許しを請い祈ったためこれを神が許したというのが伝承である。以後、風祭では男性は幟(のぼり)、女性は切り籠(きりこ)を持って笛、鉦(かね)、太鼓の音に合わせながら円陣をつくるというのが定式となっている。

### 了元寺

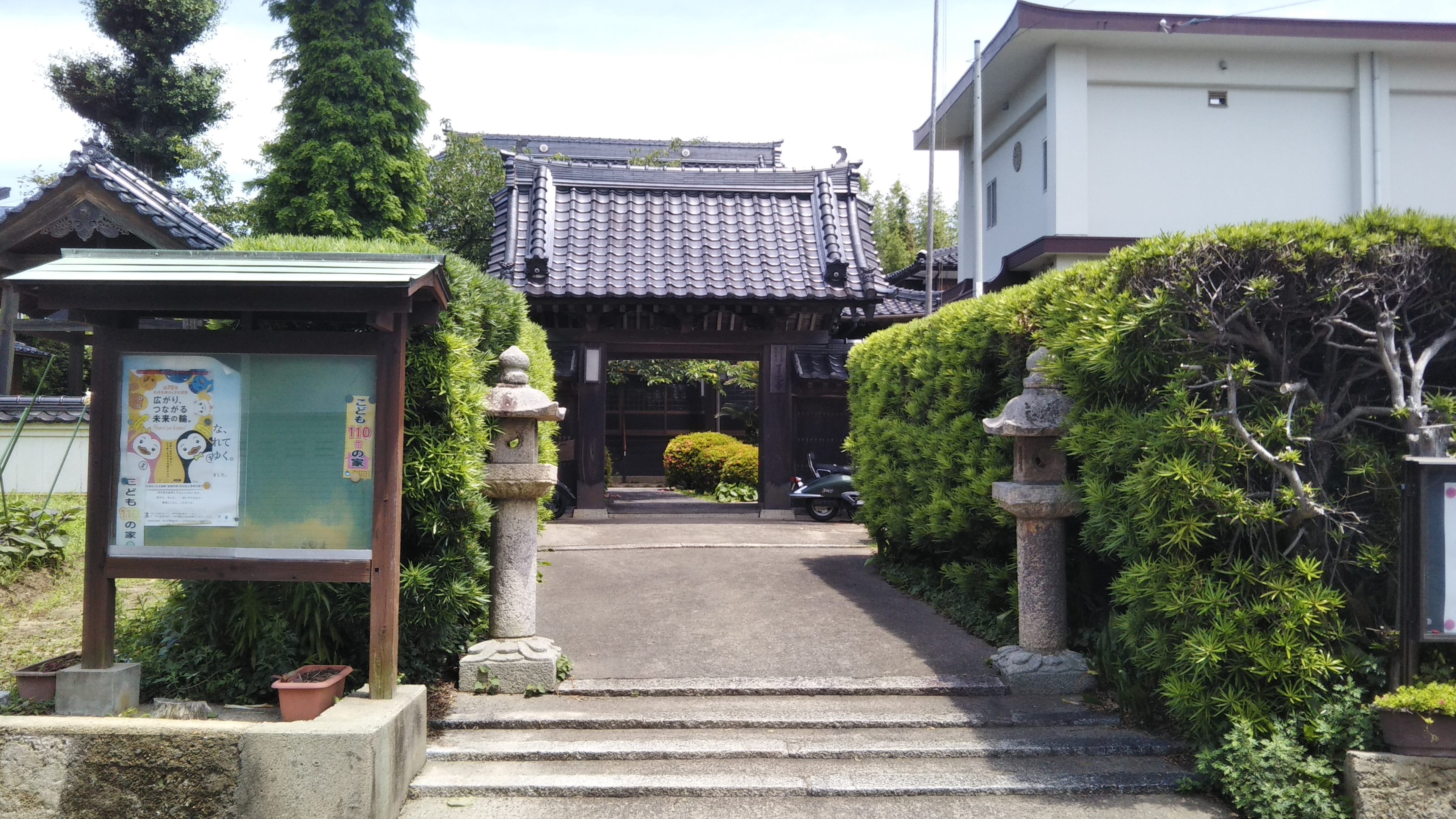
禿台山浄土真宗了元寺

阿弥陀如来を本尊とする浄土真宗の寺院で山号は禿台山である。大内家の家臣であった山本茂左衛門尉信国が天文21年（1552年）に法名「浄西」を許されて建立した寺院である。明治中期から昭和前期頃に仏教について熱心な信仰活動を行った川中仏教婦人会は了元寺婦人会がその発端である。

### 利済寺
現在は存在しないが綾羅木地域には利済寺という寺院もあった。これは現在長府にある覚苑寺の前身であり、元禄10年（1697年）に藩主、毛利綱元が名を改めて黄檗宗に改宗したものである。

## 教育
綾羅木地区における義務教育範囲での学校は小学校が下関市立川中小学校と下関市立川中西小学校である。また、中学校は川中、川中西においてそれぞれ下関市立川中中学校、下関市立垢田中学校に進学することとなる。以下に下関教育委員会が町丁・番ごとに定めている公立小学校及び中学校を掲載する。なお、通学地域が隣接している場合は例外となる場合もある。
| 町         | 丁         | 番地・号       | 小学校               | 中学校             |
| ---------- | ---------- | -------------- | -------------------- | ------------------ |
| 大字綾羅木 | 大字綾羅木 | 全域           | 下関市立川中小学校   | 下関市立川中中学校 |
| 綾羅木本町 | 一丁目     | 全域           | 下関市立川中小学校   | 下関市立川中中学校 |
| 綾羅木本町 | 二丁目     | 全域           | 下関市立川中小学校   | 下関市立川中中学校 |
| 綾羅木本町 | 三丁目     | 全域           | 下関市立川中西小学校 | 下関市立垢田中学校 |
| 綾羅木本町 | 四丁目     | 全域           | 下関市立川中西小学校 | 下関市立垢田中学校 |
| 綾羅木本町 | 五丁目     | 全域           | 下関市立川中西小学校 | 下関市立垢田中学校 |
| 綾羅木本町 | 六丁目     | 全域           | 下関市立川中西小学校 | 下関市立垢田中学校 |
| 綾羅木本町 | 七丁目     | 全域           | 下関市立川中西小学校 | 下関市立垢田中学校 |
| 綾羅木本町 | 八丁目     | 全域           | 下関市立川中西小学校 | 下関市立垢田中学校 |
| 綾羅木本町 | 九丁目     | 全域           | 下関市立川中西小学校 | 下関市立垢田中学校 |
| 綾羅木新町 | 一丁目     | 全域           | 下関市立川中西小学校 | 下関市立垢田中学校 |
| 綾羅木新町 | 二丁目     | 全域           | 下関市立川中西小学校 | 下関市立垢田中学校 |
| 綾羅木新町 | 三丁目     | 1番地          | 下関市立川中小学校   | 下関市立川中中学校 |
| 綾羅木新町 | 三丁目     | 2番地 - 16番地 | 下関市立川中西小学校 | 下関市立垢田中学校 |
| 綾羅木新町 | 四丁目     | 全域           | 下関市立川中小学校   | 下関市立川中中学校 |
| 綾羅木南町 | 一丁目     | 全域           | 下関市立川中西小学校 | 下関市立垢田中学校 |
| 綾羅木南町 | 二丁目     | 全域           | 下関市立川中西小学校 | 下関市立垢田中学校 |
| 綾羅木南町 | 三丁目     | 全域           | 下関市立川中西小学校 | 下関市立垢田中学校 |

## 産業

### 漁業

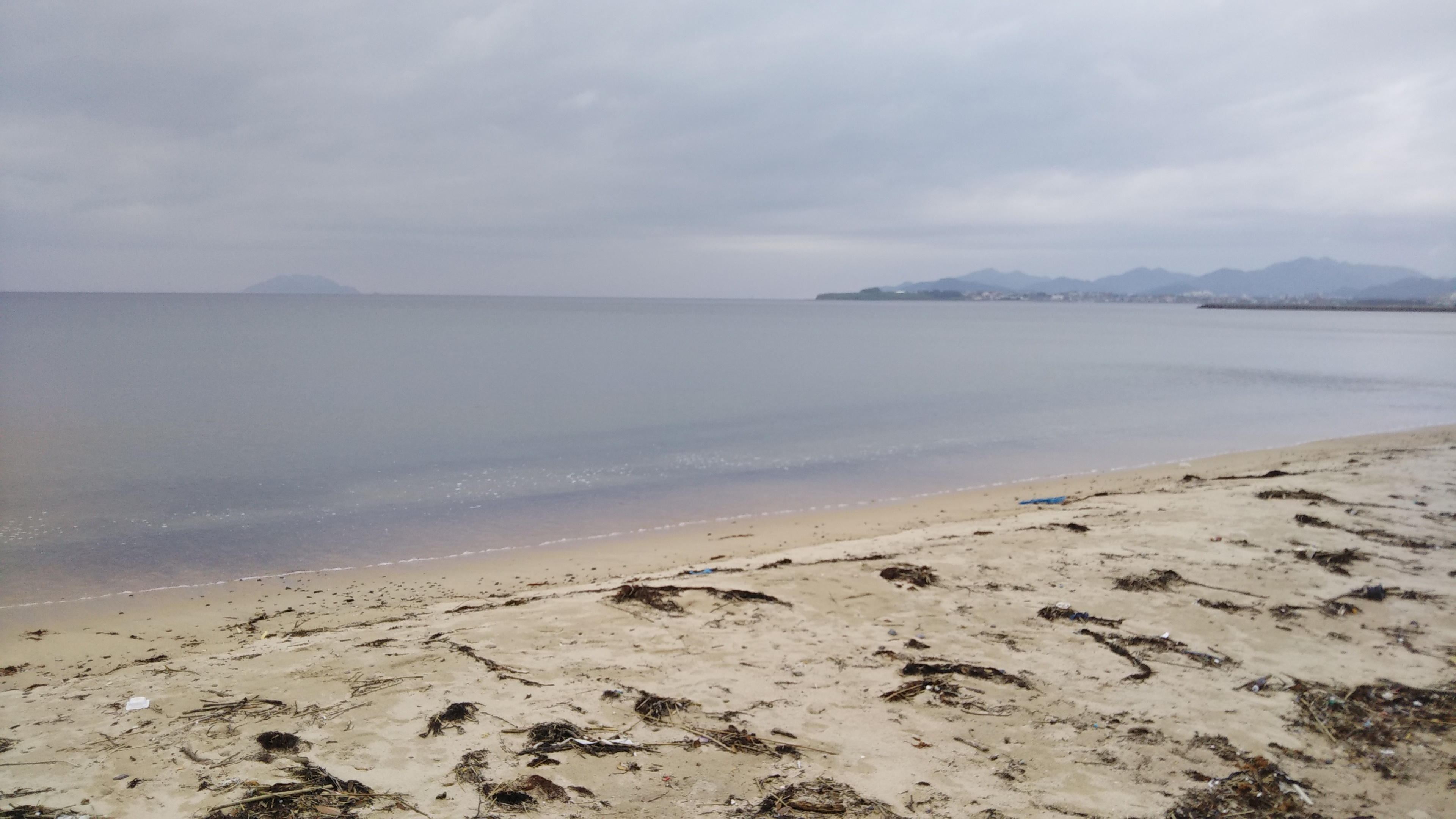
綾羅木海岸。撮影時はごみの漂流が多かった。左奥にみえるのは同市にある蓋井島。

現在は綾羅木海岸は観光用の砂浜となっており港がないため漁業はほとんど行われていない。2015年の国勢調査によると綾羅木本町、綾羅木新町、綾羅木南町に各1名漁業従事者が居住しているだけである。

### 農業

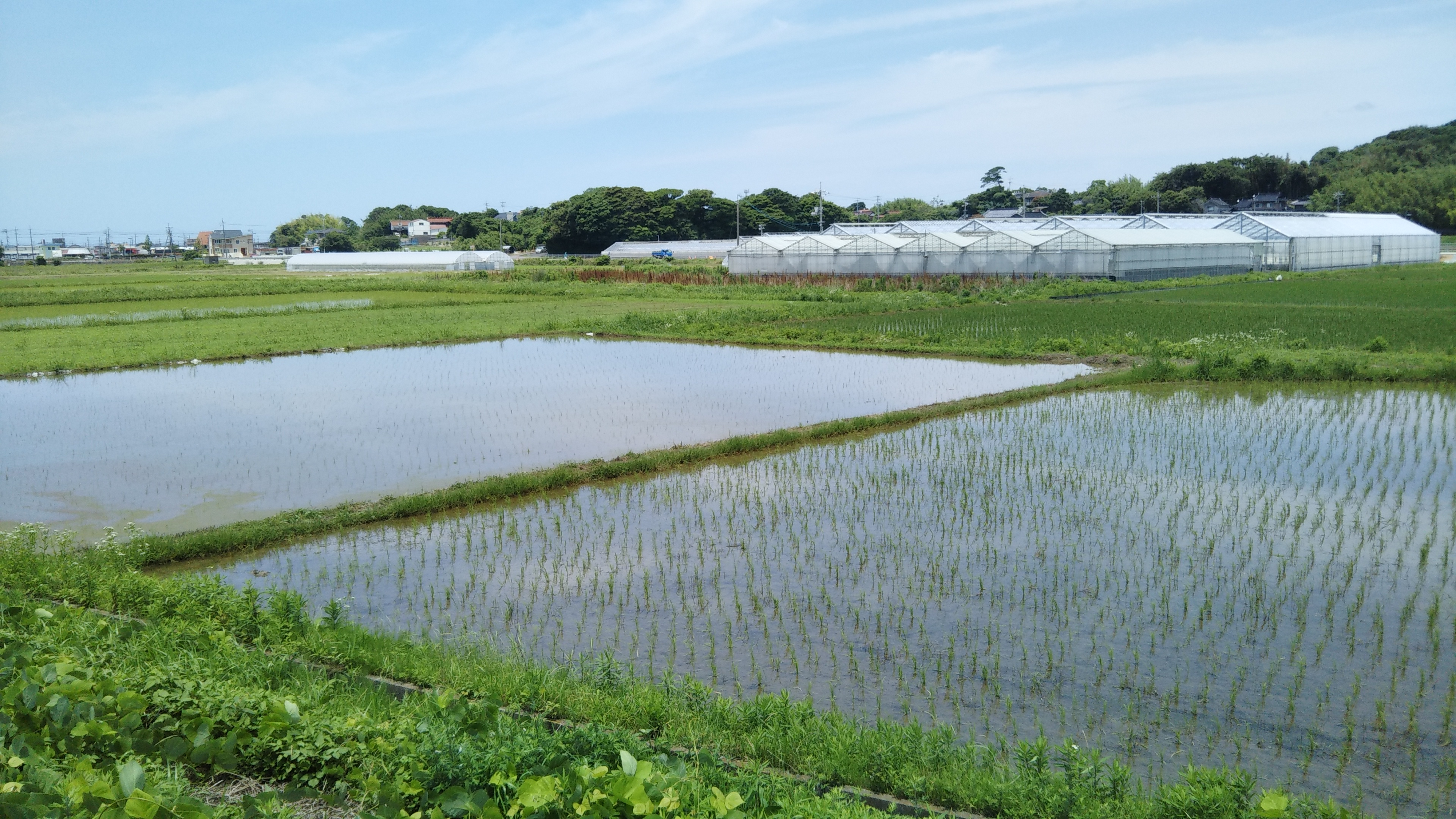
綾羅木の中でも農業が行われている場所。撮影はちょうど梅雨の時期である。

綾羅木はかつては延行条里遺跡として栄え、現在でも農業が最も産業としては栄えている。2015年時点では農業従事者の数は綾羅木新町に8名、綾羅木南町に11名、綾羅木本町に38名、大字綾羅木に51名、計108名存在する。

## 年中行事
- 2/3頃 節分祭[71]
- 2/17 祈年祭[71]
- 5月第二土曜日 愛新覚羅社例祭[71]
- 5/18 中山神社例祭[71]
- 8月第一土曜日 夏越祭・網曳祭[71]
- 旧暦8/15 観月祭[71]
- 9/1(または9/2) 風祭(幟祭)[89]
- 10/10 秋季大祭[71]
- 10/11 川北神社例祭[83]
- 11/3 明治祭[71]
- 11/8 栗祭[71]
- 11/23 新嘗祭[71]

なお、年中行事の他、中山神社では毎月18日に月次祭が行われている。

## ゆかりのある人物
- 中山忠光
明治天皇の叔父にあたり倒幕運動を実践するも1864年に暗殺された。詳細は近世の節や中山神社の節を参照。
- 諸葛涵渓
安永9年（1780年）11月に狩野派の狩野陽信の後継ぎとして綾羅木で生まれた[96]。

## 施設・史跡
- 綾羅木駅 (綾羅木本町)
- 綾羅木郷遺跡 (大字綾羅木、出土品とともに国指定史跡、また人面土製品は県指定有形文化財)[97][98][99]
- 綾羅木郵便局 (綾羅木本町)[100]
- 梶栗郷台地駅 (綾羅木新町)
- 川北神社 (大字綾羅木)[84]
- 川中支所 (綾羅木本町三丁目)[101]
- 下関市立考古博物館 (大字綾羅木)[102]
- 新下関郷台地墓苑[103]
- 中山神社 (綾羅木本町、中山忠光墓は国指定記念物)[72][104]
- 禿台山浄土真宗本尊阿弥陀如来了元寺 (大字綾羅木)[92]
- 若宮古墳 (大字綾羅木)[105]

## ギャラリー
- 中山忠光墓への案内碑。下関北ライオンズクラブ寄贈。
- 中山神社造営の碑。
- 中山神社社殿前の石柱(右)
- 中山神社社殿前の石柱(左)
- 愛新覚羅社入口にある石碑。
- 綾羅木海岸。
- 下関市立考古博物館付近の畑。
- 梶栗川。撮影は土笛モニュメント付近にあるやよい橋から。
- 綾羅木の住宅地。綾羅木海岸付近。
- 綾羅木駅前のふるさとの碑。
- 大字綾羅木にある庚申塚1
- 大字綾羅木にある庚申塚2